# Fucking Åmål
Fucking Åmål är en svensk romantisk dramafilm, skriven och regisserad av Lukas Moodysson. Filmen hade biopremiär i Sverige den 23 oktober 1998. Filmen utspelar sig i småstaden Åmål i slutet av 1990-talet och skildrar två unga tonårsflickor. Agnes (spelad av Rebecka Liljeberg) är en enstörig tjej som är kär i Elin (spelad av Alexandra Dahlström), en brådmogen och populär tjej i skolan. De finner varandra sedan båda känner sig vilsna i den tråkiga småstaden och beslutar sig för att bli ett par trots omgivningens fördomar och trångsynthet. 
Lukas Moodysson ville ursprungligen göra en film om två systrar som hamnar i en konflikt med en psykopatisk granne. Moodysson skrev sedan vidare om de två systrarna, som fick namnen Elin och Jessica, men ändrade handlingen till en berättelse om förbjuden kärlek och om hur det är att leva som tonåring i en småstad. Filmen producerades av Memfis Film i samproduktion med Film i Väst, Zentropa och Sveriges Television. Filmen blev Moodyssons långfilmsdebut och var även den första långfilmsproduktionen för Film i Väst i deras vid tiden nya huvudsäte i Trollhättan, även kallat "Trollywood". Produktionen genomfördes av mestadels unga filmarbetare och amatörskådespelare från Trollhättan med en budget på endast 9,4 miljoner kronor. Filmen spelades in under våren 1998 i "äkta, svenska hemmiljöer" i Trollhättan. Filmen distribuerades i Sverige av Sonet Film och visades i över trettio andra länder. I engelsktalande länder gick filmen under titeln Show me Love, som är titeln till artisten Robyns låt som spelas under filmens eftertext.
Filmen blev en publik- och kritikersuccé både i Sverige och internationellt. Den lovordades för bland annat sitt autentiska manus och de unga skådespelarnas insatser. Filmen tilldelades utmärkelser som Teddy Award vid Berlins filmfestival och bästa film vid Guldbaggegalan. Under åren efter filmens premiär har den blivit klassad som en kultfilm och blivit framröstad som en av Sveriges bästa filmer. Genusvetaren Tiina Rosenberg betraktade Fucking Åmål som en del av en nationell komma-ut-process, då filmen var en av de första i Sverige som skildrar en lesbisk kärlekshistoria. Filmen har även släppts som manusbok och har satts upp som teaterpjäs på flera scener.

## Handling
I småstaden Åmål under slutet av 1990-talet bor Agnes, en enstörig tjej från Mariefred som är mobbad i sin högstadieskola, där det ryktas att hon är lesbisk. Hon är hemligt förälskad i Elin, en brådmogen och populär tjej i skolan, som enligt rykten har hånglat med cirka "70 000 killar". Elin hamnar ofta i bråk med sin storasyster Jessica, som själv är ihop med gymnasiekillen Markus. Agnes föräldrar är oroliga för sin dotter och beslutar att arrangera en födelsedagsfest för henne, trots dotterns protester. Den enda som dyker upp på festen är Agnes rullstolsbundna klasskamrat Viktoria. Hon lämnar snabbt festen efter att Agnes skällt ut henne om att de bara var vänner på låtsas. I sitt rum gråter Agnes och skriker att hon vill dö, medan hennes pappa försöker trösta henne.
Samma kväll får Elin och Jessica utegångsförbud av sin mamma, efter ett missförstånd där Elin försökt spegla sig ute i lägenhetshissen utan byxor. Medan mamman går iväg till sitt nattpass blir Elin snabbt uttråkad i hemmet. Jessica föreslår att de ska gå på en fest. En som kommer på festen är Markus ishockey-lagkompis Johan, som är förtjust i Elin. Elin vill dock undvika honom och föreslår att de i stället går till Agnes födelsedagsfest. Väl där låser de in sig i Agnes rum, med en flaska rött vin de bjudits på av Agnes mamma, där Jessica berättar för Elin att Agnes är lesbisk. Hon slår därför vad med Elin om att hon inte vågar kyssa Agnes. Elin accepterar och Jessica ställer sig utanför dörren och ser på när Elin kysser Agnes, varpå systrarna springer därifrån till den andra festen medan en förnedrad Agnes plockar fram en rakhyvel för att göra ett snitt på sin handled.
På den andra festen får Elin skuldkänslor för hur hon hade betett sig gentemot Agnes, och dricker sig full och kräks. Hon undviker den flirtande Johan och beslutar sig för att gå till Agnes hus för att be om ursäkt. Agnes binder om sin blödande handled och släpper in Elin, som föreslår att de går tillsammans till den andra festen. På vägen dit pratar de om vad de vill bli, om kärlek och om hur trist det är att bo i Åmål. Elin föreslår att de i stället ska lifta till Stockholm. En bil stannar och tar upp dem, men de blir genast avsläppta av dess manliga förare som provoceras av att de kysser varandra i baksätet. De skiljs åt då Elin måste gå hem innan hennes mamma kommer från jobbet, men Elin lovar att ringa Agnes nästa dag.
Elin hamnar i en identitetskris då hon upptäcker att hon är kär i Agnes. Samtidigt är hon rädd för att erkänna det för sin familj och kompisar. När hon nästa dag ska ringa Agnes kommer Jessica emellan och det blir inte heller av att hon ringer senare. Jessica tror att hon är kär i en kille och tvingar henne att tala om vem det är. Motvilligt säger Elin att hon är kär i Johan, som hon senare möter upp och inleder en relation med. När Agnes dagen därpå försöker ringa till Elin väljer Elin att ignorera henne och går i stället ut med Johan, som hon senare förlorar oskulden med. Inte heller när de senare ses i skolan vill Elin prata med Agnes, som därför ger henne en örfil. I hemmet blir Agnes mamma orolig efter att ha läst den dagbok som Agnes fört på datorn och därmed förstått att dottern är lesbisk. Förargad över detta jagar Agnes ut henne från sitt rum. En kväll när Johan, Jessica och Markus tittar på Bingolotto blir tjejerna i en diskussion sexistiskt behandlade av Markus, vilket gör Elin medveten om hur lite hon har gemensamt med Johan som inte kommer till hennes försvar. Hon ringer från sitt rum upp Johan på Markus mobiltelefon och gör slut. Nästa dag förklarar hon för honom att hon är kär i en annan.
I skolan tar Elin med sig Agnes in på en toalett, där hon ber Agnes om ursäkt för att hon hade ignorerat henne och bekänner sin kärlek till henne. Elins kompis Camilla upptäcker att Elin inte är ensam på toaletten och lockar till sig skolkamraternas uppmärksamhet. Snart bildas en stor grupp elever utanför toaletten, som alla vill veta vilken kille Elin är med därinne. När Johan får reda på detta går han förtvivlad ut ur skolan och blir tröstad av Jessica. Elin vågar inte gå ut, men när Agnes frågar om det verkligen stämmer att hon älskar henne tar hon mod till sig. De går ut ur toaletten och Elin presenterar sin nya flickvän för skolkamraterna. Hand i hand lämnar paret skolan och går hem till Elin, där de dricker var sitt glas o’boy.

## Rollista

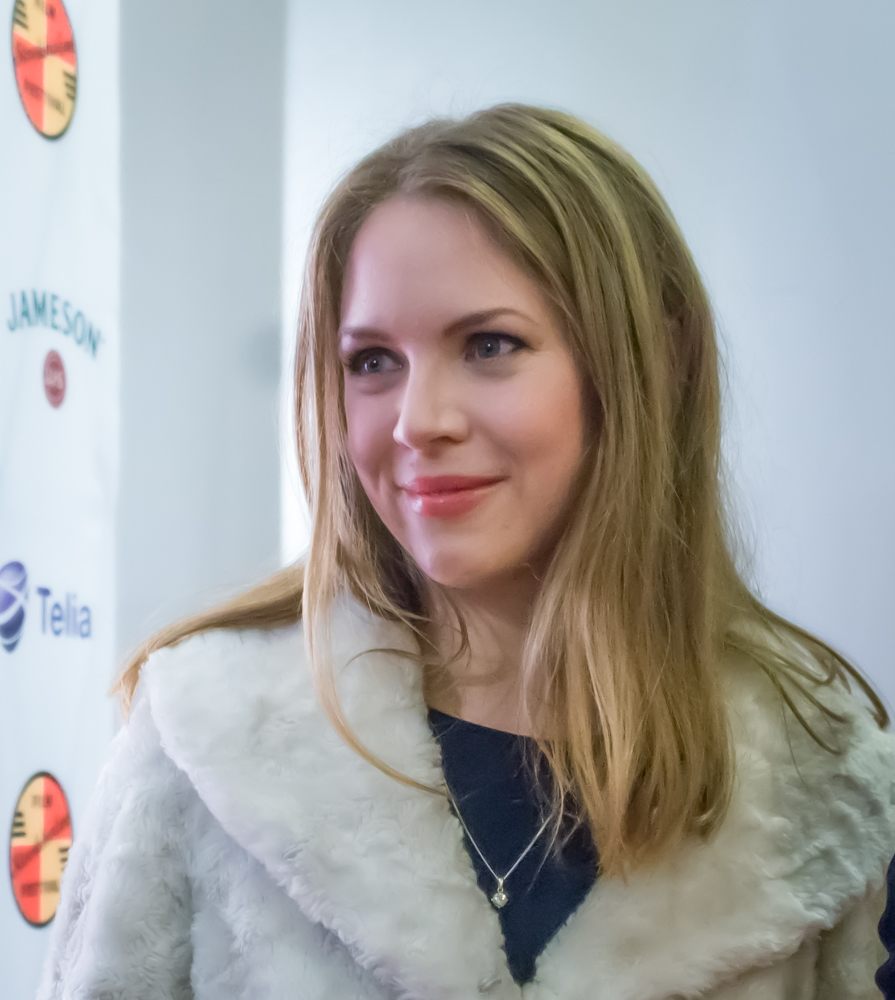
Alexandra Dahlström (2014) spelade den ena huvudrollen som Elin Olsson.

Följande skådespelare medverkar i filmen:
| Alexandra Dahlström | – Elin Olsson                    |
| Rebecka Liljeberg   | – Agnes Ahlberg                  |
| Erica Carlson       | – Jessica Olsson                 |
| Mathias Rust        | – Johan Hult                     |
| Stefan Hörberg      | – Markus                         |
| Josefine Nyberg     | – Viktoria                       |
| Ralph Carlsson      | – Olof Ahlberg, Agnes pappa      |
| Maria Hedborg       | – Karin Ahlberg, Agnes mamma     |
| Axel Widegren       | – Oskar Ahlberg, Agnes lillebror |
| Jill Ung            | – Birgitta Olsson, Elins mamma   |
| Lisa Skagerstam     | – Camilla                        |
| Lina Svantesson     | – Malin                          |
| Johanna Larsson     | – Sara                           |
| Elinor Johansson    | – Jenny                          |
| Jessica Melkersson  | – Sabina                         |
| Daniel Teider       | – Johans lillebror               |
| Nils Björkman       | – Bengtsson                      |
| Bo Lyckman          | – Mannen i bilen                 |
| Per Larsen          | – Lärare 1                       |
| Kenneth Larsson     | – Lärare 2                       |
| Karl Strandlind     | – Hockeytränare                  |
| Peter Teider        | – Markus kompis                  |
| Linda Malmqvist     | – Tjej som gråter                |

## Produktion

### Bakgrund

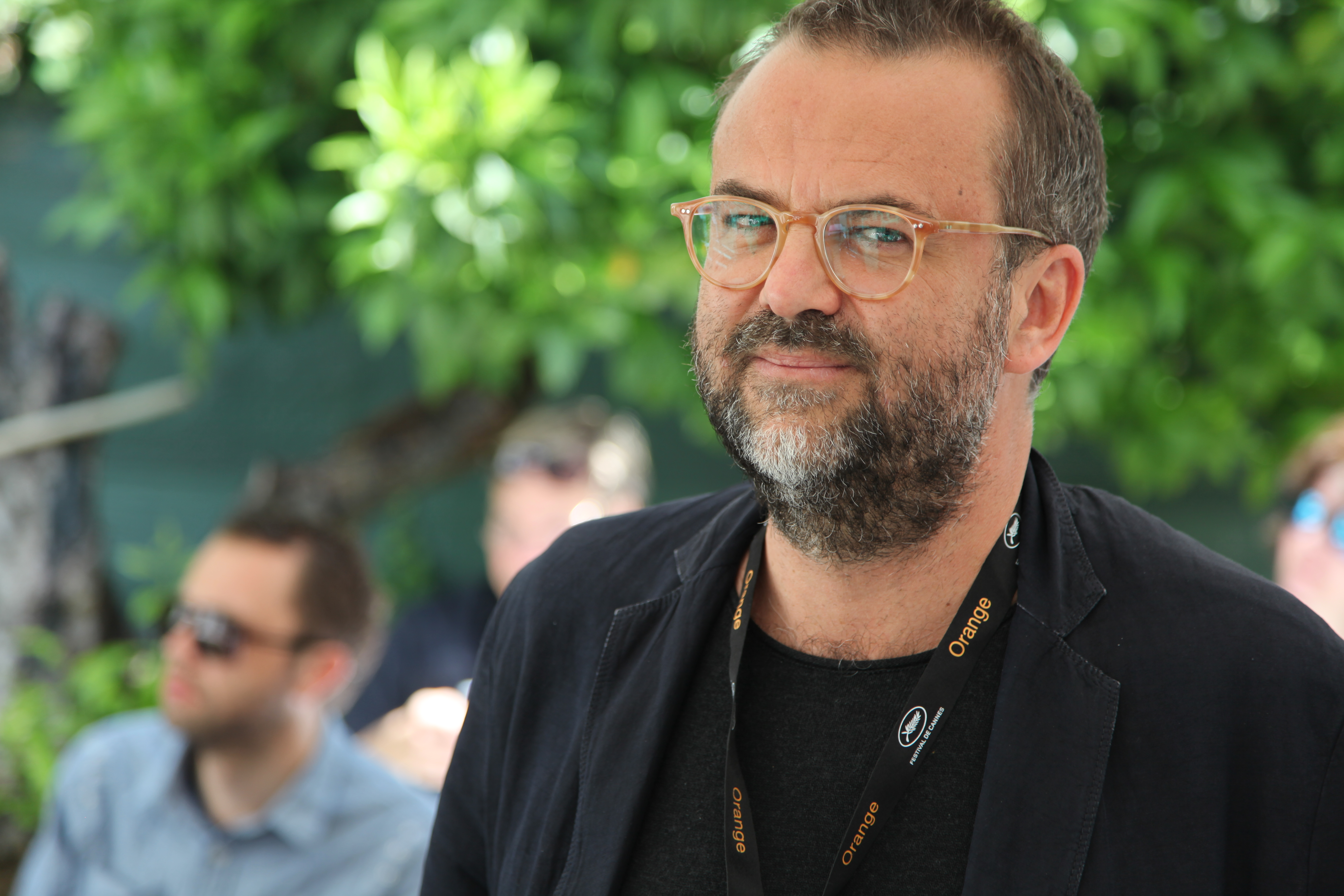
Producenten Lars Jönsson, 2012.

Lukas Moodysson, född i Lund 1969, har en bakgrund som dikt- och romanförfattare. Redan som sjuttonåring gav han ut sin första diktsamling och var sedan medlem i Malmöligan fram till dess splittring i mars 1993. Han utbildade sig därefter till filmregissör vid Dramatiska Institutet i Stockholm, där han regisserade kortfilmerna Det var en mörk och stormig natt (1995) och En uppgörelse i den undre världen (1996). Under samma tid lärde han känna filmproducenten Lars Jönsson, verkställande direktör för produktionsbolaget Memfis Film och som tidigare hade producerat den populära dramafilmen Änglagård (1992). Med Jönsson som producent regisserade Moodysson kortfilmen Bara prata lite (1997), som handlar om en äldre man vid namn Birger (spelad av Sten Ljunggren) som tappar fotfästet när han blir arbetslös. Kortfilmen blev hans första samarbete med Jönsson och den första filmproduktionen som spelats in i produktionsbolaget Film i Västs nya huvudsäte i Trollhättan. Jönsson erkände att Bara prata lite "var från början menad att vara en långfilm, men jag tyckte att det kändes lite för tidigt, så vi bestämde oss för att först göra en kortfilm."
Då samarbetet med kortfilmen blev lyckat var Moodysson redo för sin långfilmsdebut, som fick namnet Fucking Åmål. Filmens titel kommer från en dialog i manuset, som han skrev på skämt på försättsbladet. Ursprungligen var filmen tänkt att heta Var inte rädd. Moodysson betraktar Fucking Åmål som "främst en film för verklighetens Agnes och Elin, och för alla som någon gång varit som dem." Filmkonsulenten Charlotta Denward betraktade den som en speciell film "om ungdomar som inte innehöll manliga huvudfigurer eller en våldsam förortskontext med droger och vapen, utan som istället fokuserar på de förbisedda – den lilla centralorten – och framför allt på starka, unga kvinnliga rollfigurer i en berättelse som framhäver realistiska och autentiska upplevelser." Moodysson förklarade varför han ville göra en film om två kära tonårstjejer:
| ” | Jag kan komma med massa förklaringar varför jag gör just den här filmen men det blir bara efterhandskonstruktioner. Det handlar egentligen bara om att det är det som känns roligast och mest spännande. Men absolut inte att det var det enklaste valet. Ibland känner jag att jag har gett mig på saker som jag inte behärskar. Egentligen är jag ju alldeles för gammal – och av fel kön. | „ |

Filmen producerades av Memfis Film i samproduktion med Film i Väst, det danska produktionsbolaget Zentropa och Sveriges Televisions avdelning SVT Drama Göteborg. Filmens budget uppgick till 9,4 miljoner kronor, vilket var anmärkningsvärt lågt för en svensk långfilmsproduktion. Snittbudgeten för en svensk långfilm under 1990-talet låg på mellan 12 och 20 miljoner kronor. Budgeten bestod av 3,5 miljoner i produktionsstöd från Film i Väst, 2,5 miljoner i produktionsstöd från Svenska Filminstitutet och 1,15 miljoner i produktionsstöd från Danska filminstitutet, medan den resterade andelen finansierades av Memfis Film och Zentropa. Filmteamet hade sin produktionsstudio på Film i Västs huvudsäte i ett industriområde i stadsdelen Skoftebyn, där verkstadsföretaget Nohab tidigare testade sina vattenturbiner. Produktionsstudion, som fick namnet Trollywood, färdigställdes hösten 1997 som en del av ett EU-projekt och i samarbete med Svenska Filminstitutet.
Moodysson såg tillbaka på produktionen av Fucking Åmål som ett stort experiment, då det var den första långfilmen som gjorts i Trollhättan och att det uppstod en slags "cowboystämning [...] det var som i vilda västern". Filmteamet bestod till stora delar av unga filmarbetare (enligt de själva var medelåldern i teamet 26,7 år), varav 93 procent kom från Trollhättan. De mer rutinerade filmarbetarna var Moodysson som regissör och manusförfattare, Lars Jönsson som producent, Malte Forssell som produktionsledare, Axel Grigor som produktionsassistent, Anna-Carin Andersson som inspelningsassistent, Ulf Brantås som filmfotograf och Michał Leszczyłowski som klippare. Moodysson erkände att han kände sig väldigt nervös inför att göra sin första långfilm tillsammans med amatörskådespelare på en plats där man aldrig producerat en långfilm förut. Samtidigt fick han enligt uppgift åtnjuta stor frihet i sin regissörsroll: "Jag kunde göra saker som hade varit en dödssynd på DI:s regilinje – att själv spela upp scener för skådespelarna innan tagning. Det fanns heller inga skådespelare som sa nu stör du min process." Efteråt såg han tillbaka på Trollhättan som en "äkta" plats att göra en film på, där det var som att "träda in i verkligheten" snarare än i en "dramafabrik".

### Manus

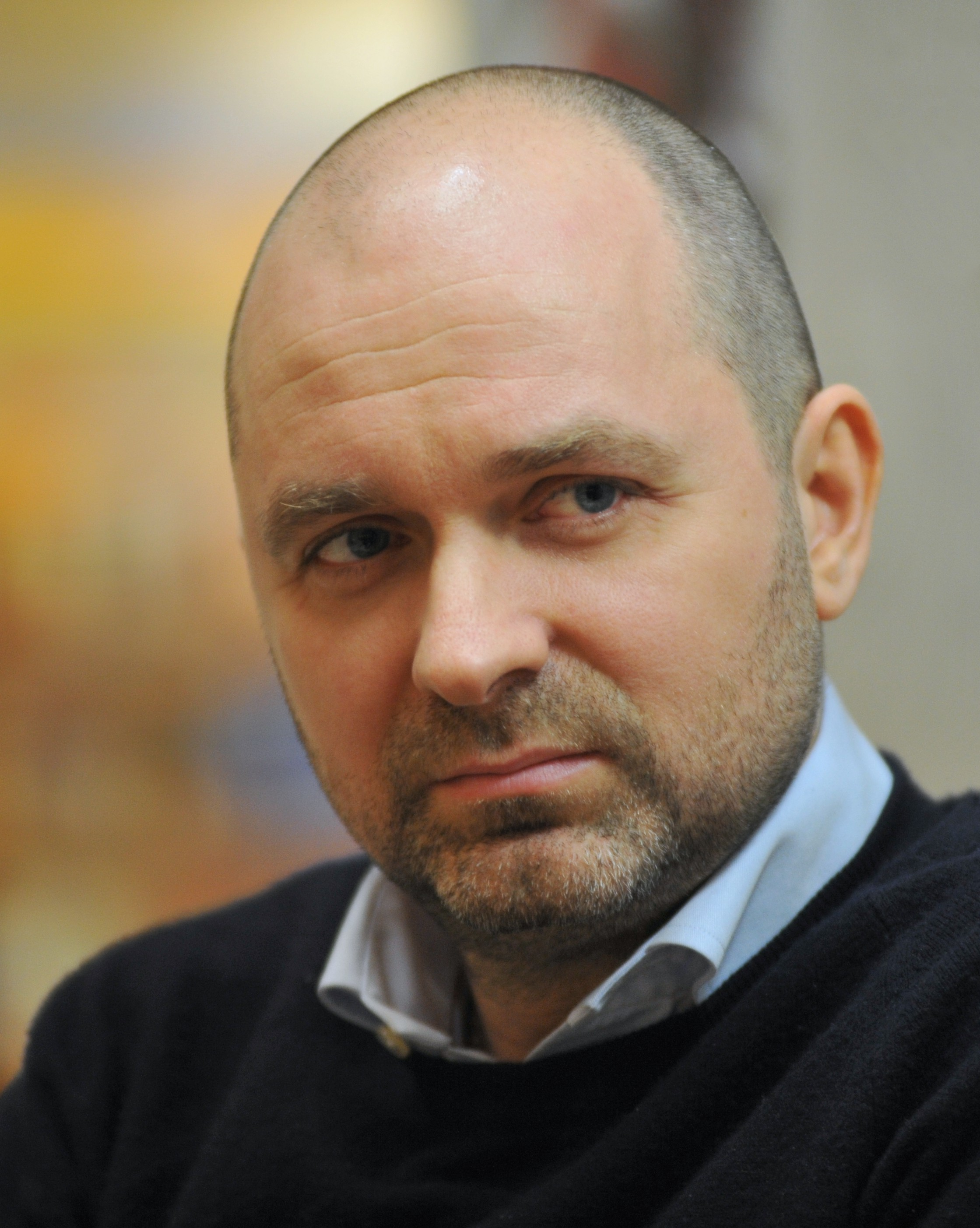
Regissören och manusförfattaren Lukas Moodysson, 2011.

Jönsson var mån om att ge manusutvecklingen gott om tid och att hans samarbete med Moodysson skulle växa sig starkare. Under ett halvår skrev Moodysson runt tio manusversioner till Fucking Åmål, i dialog med Jönsson. Han beskrev Moodysson som "en genuin berättartalang", som haft förmågan att omarbeta manuset utan att tappa dess kärna. Gällande manusarbetet kommenterade Jönsson:
| ” | Jag har för mig att Lukas pappa var matematiker och ingenjör och mamman barnboksförfattare, och den där mixen finns i Lukas – att kunna gå in med en sorts ingenjörsarbete i manusbygget utöver all berättarförmåga som han också har. Det gör ju att de här tio versionerna av Fucking Åmål, de är inte väsensskilda. Allting blir lite, lite bättre, det skruvas hela tiden. | „ |

I tidigare manusversioner var filmen tänkt att vara en slags uppföljare till kortfilmen Bara prata lite, som skulle skildra två systrar som blev utelåsta från sitt hem och tvingades ringa på hos grannen Birger. Birger skulle enligt Moodysson visa sig vara "någon slags psykopat och så blev det en massa skräck och blod. Men jag tröttnade på psykopatgrannen och började hitta på en massa andra saker som de två systrarna råkade ut för, och då dök kärleken upp. Jag hade ingen plan, jag bara skrev och så blev det som det blev." Moodysson skrev vidare om de två systrarna, som fick namnen Elin och Jessica, vilket "startade mitt intresse för den här världen. Att de pratade om vad de ville göra, om knark och kärlek och italienare." Gällande huvudfiguren Elin sade Moodysson: "Jag älskar alla filmens rollfigurer, men Elin ligger mig förstås närmast. Hon och hennes syster har funnits i mitt huvud sedan länge. Min fru, som är min bästa rådgivare, och jag har gått runt i flera år och sagt: Där är ju Elin. Jag undrar verkligen hur det är att vara 14-årig tjej i dag."
Moodysson förlade handlingen till Åmål i Dalsland. Anledningen till valet av Åmål förklarade Moodyson med att han "alltid varit fascinerad av att det finns en stad på fyra bokstäver och där två av bokstäverna är den ovanliga bokstaven å." Filmkritikern Philip French från The Observer ansåg att Moodysson valt Åmål "för dess ökända tomhet", att Moodysson "ansträngt sig för att frånta platsens skönhet och prägel" och förvandlat Åmål till en "klaustrofobisk och föga inbjudande" plats. I manusarbetet och förberedelserna inför filminspelningen tog Moodysson stöd av några Åmålsbor. En anekdot till detta var att Moodysson, efter slutet av filmproduktionen, fick kontakt med en ung lesbisk tjej från Åmål och presenterade sitt manus för henne. Efter att hon hade läst igenom manuset berättade hon för Moodysson att hennes liv i Åmål speglade stora delar av filmens berättelse. Under sin tid i gymnasiet hade hon kommit ut som lesbisk när hon hade ett kort förhållande med en tjej från ett "coolt gäng", varpå hennes skolkamrater skrev homofobiskt klotter på hennes elevskåp. Hon betraktade Åmål som en "hemsk plats" och flyttade till en större stad så fort hon fyllde 18 år. Hennes berättelse gav Moodysson en "validerande upplevelse [...] Manuset var givetvis helt klart när jag hörde hennes berättelse, men ändå kändes det väldigt betydelsefullt, kanske till och med magiskt, av det faktum att hon var från Åmål och inte vilken stad som helst."
Moodysson påpekade att det manus som användes för inspelningen var den nionde versionen i ordningen. Under produktionen klipptes ett antal scener eller dialoger bort från filmen, antigen på grund av tidsbrist eller för att scenerna inte skulle passa in i berättelsen kring Elin och Agnes. Dessa inkluderade en dialog där Elin och Agnes pratar om Bob hund; en dialog där pappan Olof pratar om en fransk film på tv; en scen där mamman Karin försöker be Agnes om ursäkt och bryter sedan samman; en scen där Johan gråter på golvet efter ett telefonsamtal med Elin; samt en planerad scen där Johan och Elin spelar datorspel tillsammans och kysser varandra. Moodysson avslöjade att Johan och Jessica i en annan manusversion blev ett par i slutet av filmen.

### Konflikt med Åmåls kommun

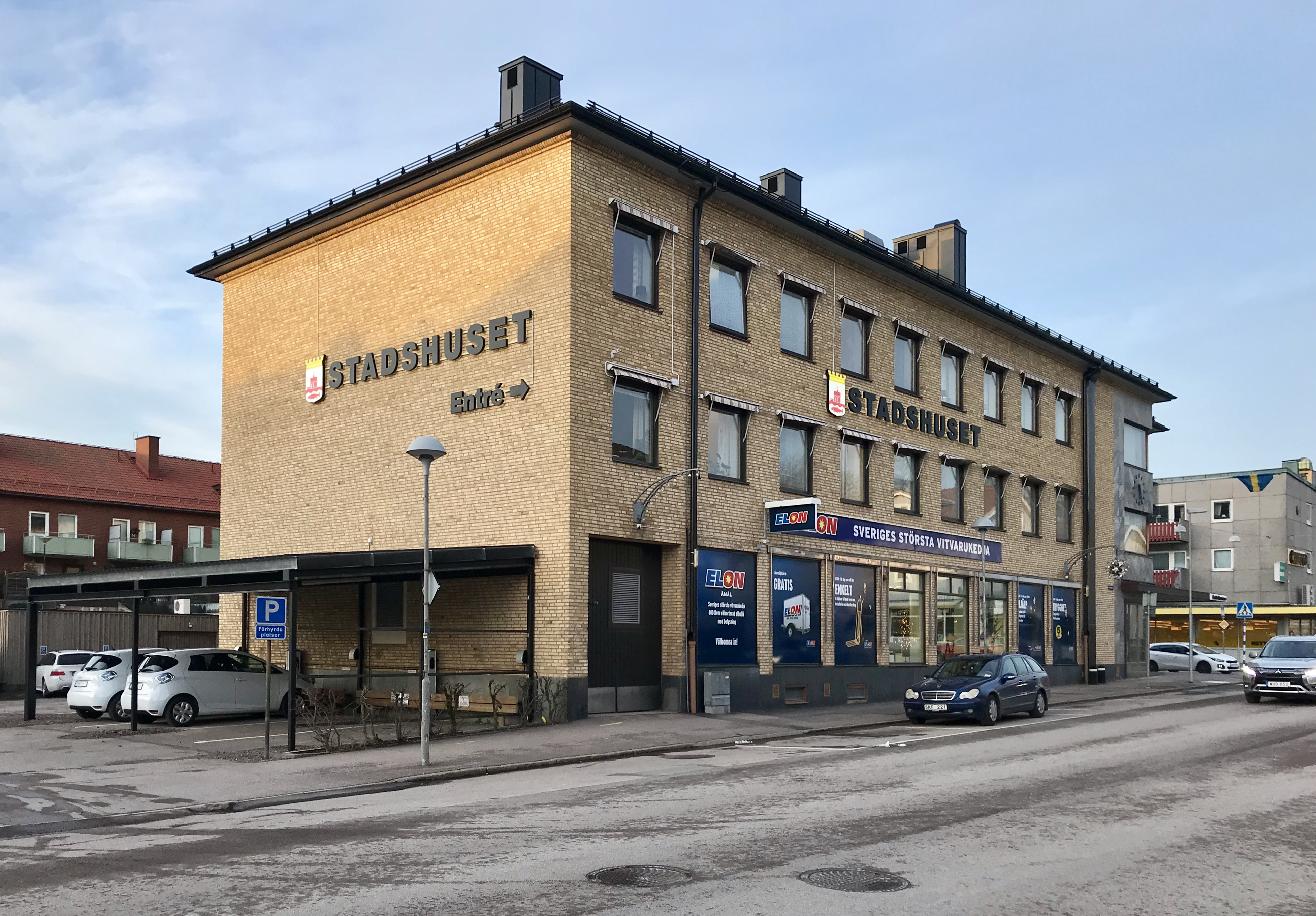
Åmåls kommun (bild på Åmåls stadshus) var inledningsvis starkt kritisk till filmens tillkomst. Men kommunen ändrade inställning sedan filmen blivit populär.

Under filmens produktion var Åmåls kommun starkt kritisk till filmens tillkomst, både till filmtiteln och dess innehåll. Den mest framträdande bland kommunens kritiker var det socialdemokratiska kommunalrådet Bengt-Åke Karlsson, som vid filmens produktion betraktade filmprojektet som en smutskastningskampanj mot hemstaden: "vi inbillade oss att det skulle vara något väldigt negativt med tanke på titeln. Och det är klart, då blev vi riktigt förbaskade". Vidare förklarade Karlsson: "det är inte så att vi saknar humor. Men det är ett oskick att skapa "badwill" kring en kommun genom titeln på en film som inte ens spelas in här. Vi har det motigt och kämpigt ändå."
Kommunledningen ville stoppa filmprojektet genom att gå ut i media, skriva ett brev till regeringen och ge en tjänsteman i uppdrag att undersöka ifall det gick att förbjuda filmtiteln. Då det inte var juridiskt möjligt skrev kommunledningen till Film i Väst och bad dem att ändra namnet på filmen. Detta blev så småningom en riksnyhet, vilket tvingade Moodysson att ringa upp kommunalrådet Karlsson och förklara sina intentioner med filmen och varför han valde att kalla filmen för Fucking Åmål. Karlssons son, tillika kommunalrådet Michael Karlsson, var inte överens med sin far om att filmens titel var dålig för Åmåls rykte och ansåg att kommunens konflikt med filmprojektet var ett resultat av en kommunikationsmiss.
Såväl Karlsson som resten av kommunen ändrade inställning efter att filmen blivit populär. Karlsson reflekterade att "med facit i hand är vi ganska glada över att regissören [Moodysson] inte valde Munkfors istället". Några invånare i Åmål var dock besvikna över att filmen inte spelats in i Åmål och att den därför lika gärna kunde ha hetat Fucking Trollhättan. De var även kritiska till att rollfigurerna i filmen inte talade dalsländska samt att dess handling inte skildrar Åmål på något särskilt sätt.

### Rollsättning
Urvalet av skådespelare gjordes av både Moodysson och hans fru Coco Moodysson. Omkring 400 ungdomar deltog i provfilmningarna och ungefär 70 procent av filmens skådespelare kom från Trollhättan. Båda huvudrollsinnehavarna i filmen kom från Stockholm och hade tidigare skådespelarerfarenhet. De övriga tonårsrollerna i filmen rollsattes av skolelever från Trollhättan, där vissa av dem fick kombinera inspelningen med att gå i skolan vissa dagar. Samtliga skådespelare delade med sig av sina erfarenheter av att gå på en högstadieskola i en småstad och de sociala påtryckningarna som det innebar. Bortsett från skådespelarna som gestaltade Agnes familj och som talade stockholmska, talade resten av skådespelarna med västgötsk dialekt, i synnerhet "Trollhättemål".
Alexandra Dahlström (vid tiden för inspelningen 14 år) tilldelades rollen som Elin Olsson, sedan Moodysson hade sett hennes prestation som rollfiguren Fanny i filmen Sanning eller konsekvens (1997). Dahlström berättade att när hon provfilmade för rollen "tänkte jag att Elin är mer extrem än vad jag är. Men nu efter filmen har jag blivit Elin [...] Elin tänker mycket men är ändå naiv. Jag tror att jag har kommit fram till fler saker än Elin." Då Dahlström var stockholmare blev hon coachad till att tala västgötska, dels av sina medspelare och dels genom att titta på tv-serien Macken (1986). Hon betraktade efteråt filmproduktionen som en omvälvande upplevelse, då hon fick möjlighet att knyta kontakter med skådespelarna och filmarbetarna från Trollhättan.
Rebecka Liljeberg (17 år) tilldelades rollen som Agnes Ahlberg, sedan Moodysson hade sett hennes prestation i kortfilmen Närkontakt (1997). Liljeberg påpekade att filmen "handlar om att man inte behöver känna sig värdelös bara för att man inte är som alla andra [...] Det är en hög igenkänningsfaktor, men samtidigt är den väldigt nyskapande. Historien är inte platt." För filmens intima delar mellan rollfigurerna Elin och Agnes kände sig både Dahlström och Liljeberg trygga under inspelningen, där båda erkände att Moodysson gav dem "jättemycket självförtroende". Dahlströms kompisar hade dock avrått henne från att spela en lesbisk rollfigur och Liljebergs mamma blev "skakad" av att få se rollfiguren Agnes självskadebeteende.
Erica Carlson (17 år) fick rollen som Elins storasyster Jessica. Hon beskrev sin rollfigur som osympatisk, men att anledningen var att rollfiguren var "på jakt efter att passa in och hitta sig själv". Hon erkände att hon själv var i samma sits som rollfiguren i början av sin skådespelarkarriär. Mathias Rust (17 år) tilldelades rollen som Elins pojkvän Johan Hult. Rust gick tillsammans med Carlsson på teaterlinjen vid Magnus Åbergsgymnasiet i Trollhättan. Carlsons klasskamrat i mellanstadiet Stefan Hörberg (17 år) tilldelades rollen som Jessicas pojkvän Markus. Carlsson kommenterade om Hörberg: "vi kom varandra ganska nära under filmen. Han var en kille med ett tufft yttre och mycket attityd, som bar på mycket som ingen annan visste om." Josefine Nyberg (14 år) tilldelades rollen som Agnes kompis Viktoria, och betraktade filmens produktion som en häftig upplevelse. Enligt Moodysson hade filmteamet bjudit in en rullstolsbunden flicka som skulle visa Nyberg hur man använder en rullstol. Filmteamet fick berätta för flickan att rollfiguren Viktoria skulle behandlas illa i filmen och att anledningen var att rollfiguren var "väldigt ensam". Moodysson ansåg att det "fick mig att känna mig urusel, men tycka bättre om filmen."
Ralph Carlsson tilldelades rollen som Agnes pappa Olof. Carlsson var under produktionen imponerad både av huvudrollsinnehavarnas insatser och av Moodyssons manus. Han uppgav att han enbart bar sina privata kläder under hela inspelningen. Maria Hedborg och Jill Ung rollsattes som Agnes respektive Elins mamma. Lisa Skagerstam (15 år) rollsattes som Elins kompis Camilla och Axel Widegren (8 år) rollsattes som Agnes lillebror Oskar. Widegren mindes tillbaka på inspelningen som väldigt rolig och att det "fanns en bra sammanhållning mellan alla skådisarna och även Lukas. Jag var yngst på inspelningen och alla var kanske lite extra schyssta mot mig. Jag hade mina repliker och lärde mig dem utantill men jag tänkte inte så mycket på att gå in i karaktär. Jag körde bara på."

### Förproduktion

#### Scenografi
Med filmen ville Moodysson förmedla en känsla av hur livet som tonåring kunde se ut i en småstad som Åmål. För detta ändamål gjorde han ett besök i Åmål tillsammans med delar av filmteamet. De observerade stadens ungdomar och intervjuade några av dem. Scenografen Lina Strand och kostymdesignern Maria Svensson fick i uppdrag att besöka Åmåls tonåringar i deras hem och göra anteckningar om hur deras hus såg ut och vad de hade för kläder och personliga ägodelar. När Moodysson skrev manuset bodde han i Kungälv, där stadens lägenhetsbyggnader inspirerade honom i utformningen av Elins och Jessicas hem. De unga skådespelarna skulle porträtteras i miljöer som skulle kunna vara deras egna. Bortsett från toalettscenen i skolan, som spelades in i en filmstudio, var filmens inomhus- och hemmiljöer inspelade i riktiga hus och lägenheter i Trollhättan. Moodysson konstaterade att stora delar av filmen spelades in i "äkta, svenska hemmiljöer som vi funnit runt Trollhättan. Jag vill inte ha några förhöjningar. Allting ska vara absolut realistiskt." Agnes sovrum designades av Moodysson själv i samarbete med Lina Strand, där Moodysson hängde upp sina egna affischer och även sina egna barns teckningar på sovrummets väggar.
Delar av iscensättningen utvecklades tillsammans mellan filmskaparna och de unga skådespelarna. Ett exempel var Elins och Jessicas sovrum, där skådespelarna som spelade Elins vänner instruerade filmteamet att måla väggarna i sovrummet rosa och hänga upp affischer de gillade. Enligt Moodysson var skådespelarnas insats i scenografin viktig för att få Dahlströms skådespel att kännas äkta. Vissa av de unga skådespelarna övernattade till och med på inspelningsplatsen så att de kunde ytterligare fördjupa sig i sina roller.
För broscenen i filmen, där Elin och Agnes står och tittar ner på de framrusande bilarna och funderar över livet, har filmskaparna satt upp en specialtillverkad skylt i bakgrunden, där det står "Välkommen till Åmål vid Vänern". Moodysson ville ursprungligen låna en riktig skylt från Åmål, men detta nekades av Åmåls kommun.

#### Visuell komposition
För filmens estetiska stil strävade Moodysson efter en blandning mellan Ellen von Unwerths dokumentära modefotografier, med lägre kontrast och mer kornighet, och Troy Paivas mättade färgfotografier av övergivna bilar. För att uppnå detta föreslog filmfotografen Ulf Brantås att filmen skulle inspelas på 16mm reversalfilm. Filmen skulle först negativframkallas för att sedan vändas, först till 35mm-master inför klippningen och sedan till 35mm duplikatnegativ, som ljussattes till den slutliga visningskopian. Detta gav filmen ett kornigt och mer färgmättat utseende.
Moodysson ville skapa en liknande känsla som i hans kortfilm Bara prata lite, men till skillnad från den ville Moodysson göra Fucking Åmål "mer färggrann, [med] fler närbilder, fler panoreringar och inte lika långsam." Som jämförelser ville Moodysson inte göra "lyteskomiska småstadsskildringar" som i Colin Nutleys och Aki Kaurismäkis filmer: "Jag ville inte ha långsamma bilder på grustag utan i stället närbilder och snabbhet så att man får känslan av att det händer saker – även i Åmål." För sitt kameraarbete tog Brantås inspiration från filmen Mordet på en kinesisk bookmaker (1976) och från ett antal Kung-fu-filmer från Hongkong.
För ljussättningen fokuserade Moodysson och Brantås på att använda naturligt ljus som skulle bidra till filmens dokumentära stil. Samtidigt krävdes en viss mängd manipulerad ljussättning för att man dels skulle kunna filma inomhusscener, dels för att reversalfilmen krävde manipulerad ljussättning för att kunna exponera bilderna under klippningen. För detta ändamål undvek filmteamet att använda sig av lampstativ och ljusriggar. I stället använde sig teamet av redan existerande ljuskällor, även kallat "praktikablar", för inomhusscener och man bytte ut samtliga ljuskällor med 250-watt glödlampor. Även i ljussättningen har filmteamet fått hjälp av skådespelaren Dahlström, då hon fick Brantås att ändra sig angående ljussättningen till en scen som hon tyckte "behövde lite sol[ljus]".
Under inspelningen använde sig Brantås både av handkameror och stationära filmkameror. Under inomhusscenerna placerades oftast kameran på en tripod på sidan av rummet i syfte att ge de unga skådespelarna mer utrymme och frihet i sina prestationer, då Moodysson ville upprätthålla flexibilitet och rörlighet på inspelningsplatsen. Enligt Brantås improviserade filmteamet stora delar av kameraarbetet och gjorde ett minimalt antal storyboards. Brantås medgav att detta förbättrade hans kameraarbete, samtidigt som han ansåg att arbetet ibland var "lite frustrerande" då filmteamet aldrig kunde veta "vilka bilder vi ska ta, ur vilka vinklar [...]".
Enligt akademikern Gareth Griffiths följde filmen nära regelverket Dogme 95, men inte fullständigt eftersom filmteamet inte uteslutande använt sig av handkameror. Han utvecklade att filmen innehöll flera närbilder, panoreringar från närbilderna samt en brist på etableringsbilder, vilket bidrog till att skapa ett klaustrofobiskt bildspel där rollfigurerna kunde visa sitt missnöje över sin tillvaro i Åmål. Även professorn Anna Westerståhl Stenport instämde att filmen följde delar av Dogme 95:s regelverk och jämförde även dess produktion med den franska filmen De 400 slagen (1959). Både Moodysson och Jönsson har upprepade gånger avvisat att Fucking Åmål var influerat av Dogme 95:s regelverk. Däremot har Moodysson och filmklipparen Leszczylowski bekräftat att Brantås försiktiga kameraarbete och fokus på närbilder bidrog till att förmedla filmens känsla av intimitet och autenticitet.

### Inspelning

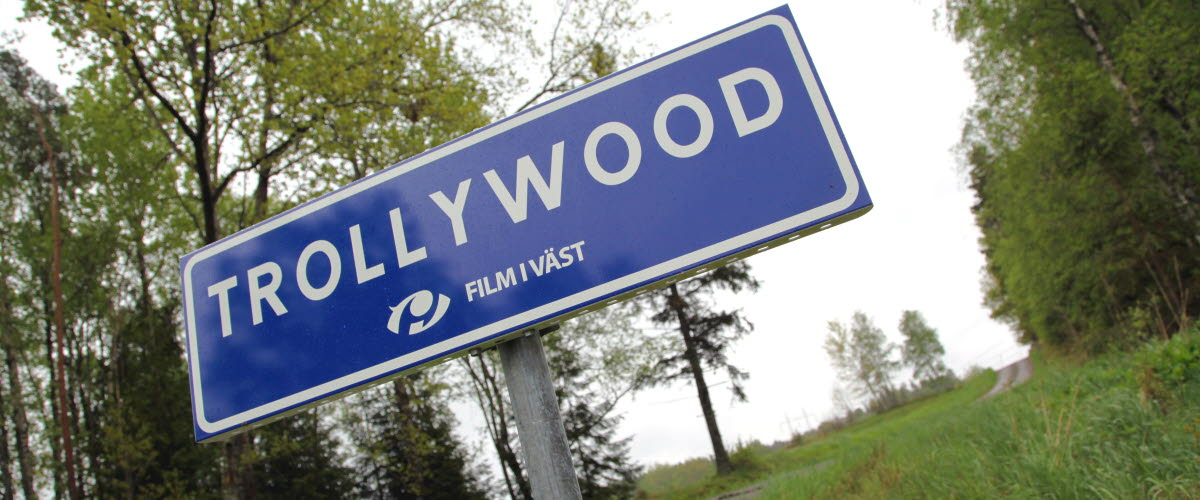
Filmen spelades in av Film i Väst i Trollhättan, som ofta går under smeknamnet Trollywood.

Filminspelningen skedde under tre månaders tid på våren 1998 i Trollhättan och dess förorter. Vissa miljöbilder inspelades i Åmål, men dessa kom inte med i den färdiga filmen. Vid inspelningen tillät Moodysson de unga skådespelarna att ändra sina repliker och använda sig av improvisation. I sin regissörsroll brukar Moodysson oftast undvika att strukturera repetitioner och styra skådespelarnas förflyttningar:
| ” | Jag vill ge skådespelare frihet, och jag letar efter ögonblick när de överraskar mig och gör något oväntat. Jag har alltid känt att det är fruktansvärt avgränsande att med tejpmarkeringar på golvet strukturera rörelser och gester; ibland står mina skådespelare ur fokus eller blockerar varandra, men jag föredrar den stilen. Det känns mer autentiskt. På samma sätt vill jag vara fysiskt närvarande som regissör. Jag tror inte på en uppdelning mellan de som utför det fysiska arbetet – filmfotografer och skådespelare – och regissören. Jag kan inte sitta i ett hörn och ropa ut anvisningar. Jag måste vara där. | „ |

Agnes familjehus hyrdes ut till filmteamet av Trollhättans dåvarande kommundirektör. Vid ett tillfälle när nattscener filmades i huset, var de tvungna att väcka direktören då dennes snarkningar förstörde en tagning. Scener från Elins och Jessicas lägenhet inspelades i stadsdelen Kronogården. Scenen där Elin och Jessica stylar sig framför en hiss-spegel spelades in i Klockans vård- och omsorgsboende i Kronogården, vilket vid tiden för inspelningen var en av få hissar i staden med automatiska hissdörrar. Skolscenerna inspelades i grundskolan Sylteskolan under normal skoltid med vanliga elever som statister. Broscenen spelades in på en gång- och cykelbro över E45, mellan Sylte och Lextorp. Den revs i november 2010 av Trafikverket och ersattes med en ny.
Den avslutande scenen i filmen, där Elin och Agnes dricker O'boy tillsammans, var helt improviserad under slutet av inspelningen. Moodysson hade svårt att komma på en bra avrundning på berättelsen. Idén till slutscenen kläcktes av produktionsledaren Malte Forsell, varpå Moodysson och Dahlström själva hittade på Elins repliker.

## Distribution och titel
För filmens distribution arbetade Lars Jönsson med distributören Peter Possne från Sonet Film, som satte filmens svenska biopremiär till den 23 oktober 1998 på trettiosju biografer. Filmen hade sin galapremiär i Trollhättan den 10 oktober samma år. Filmens premiär bevakades flitigt av olika nyhetsmedier såsom Aftonbladet, Expressen, Dagens Nyheter och Svenska Dagbladet, vilka gjorde intervjuer med bland annat Moodysson och de båda huvudrollsinnehavarna Dahlström och Liljeberg. Genom Jönssons och Aelbaek Jensens gemensamma bolag Trust Film Sales såldes filmens distributionsrättigheter till över trettio länder i olika kontinenter. Filmen hade sin internationella filmpremiär på filmfestivalen i Berlin i februari 1999, där man inledde försäljningen av dess distributionsrättigheter. I Europa visades filmen i bland annat Belgien, Estland, Frankrike, Grekland, Italien, Luxemburg, Nederländerna, Polen, Rumänien, Ryssland, Schweiz, Slovakien, Slovenien, Spanien, Storbritannien, Tjeckien, Tyskland och Österrike; i Asien som Japan, Singapore, Sydkorea och Taiwan; i Amerika som Argentina, Colombia, Kanada, Puerto Rico och USA; samt i Oceanien som Australien och Nya Zeeland. Inför sin biopremiär i Storbritannien rapporterades filmen av dagstidningar som bland annat The Independent, The Observer och The Scotsman. Filmen har rapporterats i franska och tyska dagstidningar såsom Le Monde, Frankfurter Allgemeine Zeitung, Der Spiegel och Die Welt. Fucking Åmål är även den första svenska filmen som lanserats kommersiellt i Ryssland. Den visades först vid filmfestivalen i Sotji den 10 juni 1999, innan den lanserades på ryska biografer den 16 juni samma år av Maywin.
Strand Releasing förvärvade visningsrättigheterna i USA och Kanada och distribuerades internationellt under titeln Show Me Love, som är titeln till artisten Robyns låt som spelas i slutet av filmen. Originaltiteln skapade problem när filmen skulle visas i Los Angeles, där tidningen Variety vägrade att göra en annons på filmen. Jönsson förklarade att namnbytet inte gjordes för att ordet fucking skulle kunna uppfattas som stötande, utan för att "namnet Åmål skulle göra titeln helt obegriplig för en amerikansk publik." Filmen har även tilldelats alternativa titlar i olika länder som den har visats i. Exempelvis i tyskspråkiga länder där filmen går under namnet Raus aus Åmål ("Ut ur Åmål"), medan den i Tjeckien går under namnet Láska je láska ("Kärlek är kärlek"). Den tjeckiska titeln kommer från en låt med samma namn skriven av popsångaren Lucie Bílá och som refererar till homosexuell kärlek. Filmen har dock släppts under sin originaltitel i flera länder, inklusive i Norden, Frankrike och Spanien.
Fucking Åmål släpptes på DVD och VHS den 29 december 1999 av Sandrew Metronome. DVD-distributionen har sedan tagits över av Pan Vision 2006 och av SF Home Entertainment 2009. I mars 2017 restaurerades filmen digitalt av Svenska Filminstitutet för visning på bland annat Cinemateket, video on demand och videostreamingtjänster. Digitaliseringen inbegrep en skanningsprocess av både 16mm-reversalfilmen och de olika 35-mm-materialen och testvisningar gjordes med både Moodysson och Jönsson, varpå man till slut utgick från den originella 16mm-reversalfilmen. Den digitaliserade filmversionen släpptes som blu-ray-utgåva av SF Studios den 23 augusti 2021.

## Musik

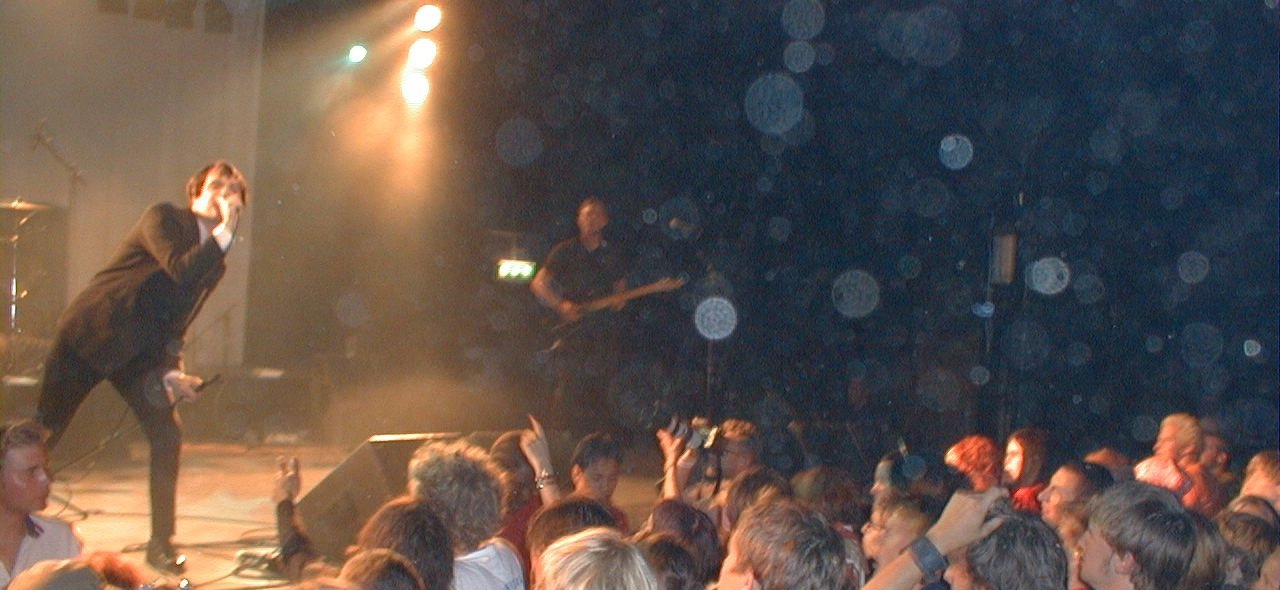
Fucking Åmål innehåller tre låtar från rockgruppen Broder Daniel, som tack vare filmen fick ett kommersiellt genombrott.

Filmens soundtrack gavs ut 1998 genom Metronome, som inbegriper korta dialoger från filmen och olika licensierade låtar i genrerna rock, pop, europop och jazz. Det alternativa rockbandet Broder Daniel lånade ut tre av sina låtar till filmen från albumen Broder Daniel Forever och Broder Daniel. Tack vare filmens framgång blev 1998 ett kommersiellt genombrottsår för bandet. I samband med filmens lansering i Norge och Danmark lanserades där samtidigt albumet Broder Daniel Forever.
Ursprungligen ville Moodysson ha med bland annat Morrissey i soundtracket. För scenen där Elin och Agnes pussar varandra i bilen ville han ha med låten "Total Eclipse of the Heart" av Bonnie Tyler. Men av budgetskäl fick man ersätta den med låten "I Want to Know What Love Is" av Foreigner.
| 1.           | Önskelista (Dialog från filmen)                                   |                                                                  |                                              | 0:19  |
| 2.           | Drifter                                                           | Henric de la Cour & Yvonne                                       | Yvonne                                       | 3:53  |
| 3.           | Whirlwind                                                         | Henrik Berggren                                                  | Broder Daniel                                | 4:36  |
| 4.           | Varför Måste Vi Bo I Fucking Jävla Kuk-Åmål? (Dialog från filmen) |                                                                  |                                              | 0:04  |
| 5.           | No Dinero No Amor                                                 | Jon Hällgren & Igge Sagrén                                       | Betty N' Boop                                | 3:11  |
| 6.           | Jag Vill Knarka! (Dialog från filmen)                             |                                                                  |                                              | 0:09  |
| 7.           | Blue Sky Black                                                    |                                                                  | Evelyn                                       | 2:58  |
| 8.           | Sa Hon Det? (Dialog från filmen)                                  |                                                                  |                                              | 0:33  |
| 9.           | När vi två blir en                                                | Per Gessle                                                       | Gyllene Tider                                | 3:05  |
| 10.          | Jag Vill Inte Va' Med Henne! (Dialog från filmen)                 |                                                                  |                                              | 0:04  |
| 11.          | U Drive Me Crazy                                                  | Freddie Hogblad & Ari Lehtonen                                   | Waldo's People                               | 3:19  |
| 12.          | Fan Va' Du Är Snygg! (Dialog från filmen)                         |                                                                  |                                              | 0:10  |
| 13.          | Fantasy Dreamworld                                                | Björn Stigsson & Andreas Rickstrand                              | Combayah                                     | 3:26  |
| 14.          | Fantasi För Elorgel #34                                           |                                                                  | Karl-Heinz Glockmann                         | 1:00  |
| 15.          | Adagio Per Flauto; Archi Ed Organo (arrangemang av Remo Giazotto) | Tomaso Albinoni                                                  | Gunilla von Bahr & Stockholms Kammarensemble | 8:40  |
| 16.          | Vi Är Så Jävla Coola! (Dialog från filmen)                        |                                                                  |                                              | 0:10  |
| 17.          | I Want to Know What Love Is                                       | Mick Jones                                                       | Foreigner                                    | 5:05  |
| 18.          | Funny Bunny Boy                                                   | Eva Lindgren & From                                              | Evelyn                                       | 3:40  |
| 19.          | Hallå!? (Dialog från filmen)                                      |                                                                  |                                              | 0:15  |
| 20.          | Danny's Dream                                                     | Lars Gullin & Lars Söderberg                                     | Lars Gullin                                  | 5:31  |
| 21.          | I'll Be Gone                                                      | Henrik Berggren                                                  | Broder Daniel                                | 3:39  |
| 22.          | Jävla Lebb! (Dialog från filmen)                                  |                                                                  |                                              | 0:07  |
| 23.          | Simplicity                                                        | Cecilia Nordlund, Andreas Danielsson, Johan Karlsson & Andersson | Souls                                        | 3:17  |
| 24.          | ...Vi Ska Gå Och Knulla! (Dialog från filmen)                     |                                                                  |                                              | 0:34  |
| 25.          | Underground                                                       | Henrik Berggren                                                  | Broder Daniel                                | 2:50  |
| 26.          | O'Boy! (Dialog från filmen)                                       |                                                                  |                                              | 0:43  |
| 27.          | Show Me Love (titelspåret)                                        | Max Martin                                                       | Robyn                                        | 3:27  |
| Total längd: | Total längd:                                                      | Total längd:                                                     | Total längd:                                 | 60:45 |

## Mottagande

### Kommersiell respons
Fucking Åmål blev en svensk kassasuccé. Moodysson sade att han redan från början visste att filmen skulle bli framgångsrik, men inte en så stor succé som den blev. En ospecificerad del av vinsten från filmen tilldelades till var och en av de minderåriga skådespelarna.
Fram till den 1 juni 2002 hade filmen sålt 868 015 biobiljetter i Sverige och spelat in totalt 54 851 384 kronor. Det gör Fucking Åmål till en av de mest framgångsrika svenska debutfilmerna genom tiderna. Det placerade den på sjunde plats över de mest sedda svenska biofilmerna mellan åren 1993 och 2006, liksom på plats 41 över de mest sedda svenska filmerna mellan åren 1965 och 2021. På listan över de största svenska kassasuccéerna mellan 1985 och 2001 placerar sig Fucking Åmål på åttonde plats. En och en halv vecka efter den svenska premiären hade den lockat 90 000 biobesökare. Filmen lockade sammanlagt 566 855 svenska biobesökare under 1998, ungefär under två månaders tid efter filmens premiär. Detta gör Fucking Åmål till 1998 års mest sedda svenska film och den tredje mest sedda filmen i Sverige, efter filmerna Titanic (1997) och Armageddon (1998). Filmen blev även en stor framgång i Norge. Under öppningshelgen i trettio norska biografer hade filmen lockat fler än 40 000 biobesökare. På en månad hade filmen visats i fyrtiofem norska biografer och lockat 350 000 biobesökare. Ett halvår efter filmens norska premiär hade den lockat 460 000 norska biobesökare, vilket gjorde den till 1999 års mest sedda film i Norge.
Enligt databasen Lumiere som tillhandahålls av European Audiovisual Observatory hade filmen mellan 1998 och 2022 lockat sammanlagt 2 126 828 biobesökare i Europa, eller 1 259 252 biobesökare från 22 europeiska länder exklusive Sverige. Dessa inkluderar 486 287 biobesökare från Norge, 129 541 från Finland, 93 290 från Schweiz, 92 408 från Nederländerna, 81 569 från Tyskland, 67 079 från Danmark, 57 900 från Frankrike, 45 179 från Italien, 33 454 från Polen, 32 114 från Spanien, 27 184 från Slovenien, 27 135 från Storbritannien, 25 580 från Belgien, 16 762 från Tjeckien, 15 501 från Österrike, 9 597 från Slovakien, 8 610 från Island, 3 852 från Estland, 3 468 från Luxemburg, 2 342 från Grekland och 400 från Rumänien. Enligt webbplatsen Box Office Mojo hade filmen intjänat 169 331 amerikanska dollar i USA och Kanada samt 50 000 dollar i Ryssland.

### Kritisk respons
Fucking Åmål fick genomgående positiva recensioner och den hyllades för de unga skådespelarnas insatser och för realismen och trovärdigheten i sin skildring av hur det var att vara tonåring i en småstad på 1990-talet. På webbsidan Rotten Tomatoes har filmen betyget 91 procent baserat på 43 recensioner (på deras så kallade "Tomatometer") med ett genomsnittligt betyg på 7.5 av 10. Webbplatsens kritiska konsensus lyder följande: "Show Me Love (Fucking Åmål) är en naturalistisk skildring av tonårslivet och har en charmig, autentisk känsla." På Metacritic har filmen ett genomsnittsbetyg på 73 av 100, baserat på 17 recensioner. På Kritiker.se har filmen genomsnittsbetyget 4,5 av 5, baserat på 5 recensioner.
Svenska recensenter hyllade filmens autentiska manus, dialoger, skådespel och regi, liksom dess förföriska och effektiva kameraarbete. Jan-Olov Andersson på Aftonbladet ansåg att Dahlströms och Liljebergs truliga utstrålning och samspel var "sensationellt trovärdigt". Jonas Cramby från Expressen ansåg att de unga skådespelarnas insatser "lyser starkt" och att Moodyssons manus var "fullproppat av små vardagspoetiska detaljer och den osvikliga fingertoppskänslan för småstadslivet". Bo Ludvigsson på Svenska Dagbladet skrev att det var "en varm, stark och säker film om modet att vara människa". Ludvigsson menade också att Fucking Åmål, med sitt berättardriv, ledighet och autenticitet, stod långt över de flesta av senare års svenska filmer. Anders Hansson på Göteborgs-Posten tyckte att Moodysson med ganska alldagliga beståndsdelar skapat "en film med ovanlig resning". Karolina Ramqvist från Dagens Nyheter beskrev Fucking Åmål som en "historisk gärning" och "den perfekta filmen." Även Johan Croneman från Dagens Nyheter kallade filmen för "en förvånansvärd filmisk bedrift – och det utan att Moodysson en enda gång tvingas teckna schabloner, i brist på nyanser." Sofia Olsson från Kulturnyheterna betraktade filmen som en "fenomenal småstadsskildring av en ganska hånad grupp. Tonåringarna får verkligen vara i centrum och deras liv och känslor skildras på allvar och med värme och respekt." Jan Aghed från Sydsvenskan beskrev filmen som "en frisk fläkt i svensk film, söt, rar och sympatisk till den milda grad att invändningar tenderar att komma av sig, men samtidigt ett steg i en tematisk, socialt och emotionellt ovanlig riktning."
Fucking Åmål fick ett starkt mottagande internationellt och fick flera lovord av recensenter från Norge, Danmark, Tyskland, Ryssland, USA och Japan. Alex McLevy från The A.V. Club ansåg att slutet på filmen "förblir ett av de mer värdefulla budskapen för queerungdomar, som ägnat en stor del av sin tid med att tro att det inte finns någon nytta i att komma ut: Det kommer att bli bättre." Filmrecensenten Roger Ebert skrev att filmen "är allt jag begär av en film om tonåringar: Att de är lika smarta, lika förvirrade, lika godhjärtade och lika osäkra som barnen jag gick i gymnasiet med. Sådana rollfigurer är så sällsynta att när du stöter på dem i en film som Fucking Åmål, så tillhör de en annan art än varelserna i Hollywoods veckofilmer om tonåringar."
Filmen fick en mindre entusiastisk recension av Anita Gates från The New York Times, som skrev att filmen "har lite charm och en vinnande konstlöshet, men inte ett jota av djup". Michael Wilmington från Chicago Tribune skrev att filmen "är konstruerad som en realistisk dramakomedi, men dess huvudsakliga berättelse spelar som en sexfantasi som går i uppfyllelse. Och även om det inte är riktigt exploaterande [...] är det inte heller särskilt djupt."

### Utmärkelser
Fucking Åmål tilldelades ett flertal utmärkelser och nomineringar från filmfestivaler och filmgalor världen över. Bland annat tilldelades filmen en Teddy Award för bästa film vid filmfestivalen i Berlin och det norska amandapriset för bästa utländska film. Den 30 oktober 1998 meddelade Svenska Filminstitutet att Fucking Åmål utvaldes som Sveriges officiella bidrag till Oscarsgalan den 21 mars 1999. Den blev dock inte nominerad inom kategorin bästa icke-engelskspråkiga film.
Vid Guldbaggegalan 1999 vann Fucking Åmål fyra guldbaggar för bästa film, bästa regi (Lukas Moodysson), bästa manus (Lukas Moodysson) och bästa kvinnliga huvudroll (Alexandra Dahlström och Rebecka Liljeberg fick var sin guldbagge). Ralph Carlsson var dessutom nominerad till priset för bästa manliga biroll. Under galan väckte Moodysson särskild uppmärksamhet, då han under båda sina tacktal stod på scen iklädd ett diadem med hundöron. I sitt tacktal för regibaggen skällde han ut Svenska Filminstitutets VD Harry Schein för att han var "elak mot barn", uppmanade svenska folket att hålla fartgränserna på vägarna och kritiserade Konsum för att deras tidning Mersmak stoppat en artikel om veganism för att de, enligt Moodyssons egen utsago, "inte ville att ungdomar skulle sluta äta kött". Hans kommentarer fick galapubliken att bua mot honom, vilket han svarade med att visa upp två långfingrar. Medan ett flertal tittare ansåg att Moodyssons uppträdande var "barnsligt", ansåg andra att "Fucking Åmål-gänget gav en mild anarki åt det glansigt stelbenta spektaklet." Under samma gala fick även programvärden Loa Falkman kritik då han tystade ner Alexandra Dahlström, som under tacktalet till bästa film-baggen ville säga att hon tröttnat på sexism och utseendefixering. Under Guldbaggegalan 2000 gjorde Felix Herngren en parodi på Moodyssons skandaltal.
| År   | Utmärkelse                                         | Kategori                                     | Översättning                                 | Mottagare                             | Resultat  | Ref.    |
| ---- | -------------------------------------------------- | -------------------------------------------- | -------------------------------------------- | ------------------------------------- | --------- | ------- |
| 1999 | Amandaprisen                                       | Best Foreign Feature Film                    | Bästa utländska film                         | Lukas Moodysson                       | Vann      | [ 101 ] |
| 1999 | Filmfestivalen i Berlin                            | C.I.C.A.E. Award - Recommendation (Panorama) | C.I.C.A.E. Award - Rekommendation (Panorama) | Lukas Moodysson                       | Vann      | [ 105 ] |
| 1999 | Filmfestivalen i Berlin                            | Teddy Award - Best Feature Film              | Teddy Award - Bästa film                     | Lukas Moodysson                       | Vann      | [ 100 ] |
| 1999 | British Film Institute Awards                      | Sutherland Trophy - Special Mention          | Sutherland Trophy - Speciellt omnämnande     | Lukas Moodysson                       | Vann      | [ 62 ]  |
| 1999 | Cinema Jove - Valencia International Film Festival | Golden Moon of Valencia                      | Valencias gyllene måne                       | Lukas Moodysson                       | Vann      | [ 105 ] |
| 1999 | European Film Awards                               | Best Film                                    | Bästa film                                   | Lars Jönsson                          | Nominerad | [ 109 ] |
| 1999 | Flanders International Film Festival Ghent         | Student Jury Award                           | Studentjuryns pris                           | Lukas Moodysson                       | Vann      | [ 110 ] |
| 1999 | Guldbaggegalan                                     | Bästa film                                   | Bästa film                                   | Lars Jönsson                          | Vann      | [ 104 ] |
| 1999 | Guldbaggegalan                                     | Bästa regi                                   | Bästa regi                                   | Lukas Moodysson                       | Vann      | [ 104 ] |
| 1999 | Guldbaggegalan                                     | Bästa manuskript                             | Bästa manuskript                             | Lukas Moodysson                       | Vann      | [ 104 ] |
| 1999 | Guldbaggegalan                                     | Bästa kvinnliga huvudroll                    | Bästa kvinnliga huvudroll                    | Alexandra Dahlström Rebecka Liljeberg | Vann      | [ 104 ] |
| 1999 | Guldbaggegalan                                     | Bästa manliga biroll                         | Bästa manliga biroll                         | Ralph Carlsson                        | Nominerad | [ 105 ] |
| 1999 | Göteborg Film Festival                             | Göteborgs Stora Filmpris                     | Göteborgs Stora Filmpris                     | Lukas Moodysson                       | Vann      | [ 111 ] |
| 1999 | Karlovy Vary International Film Festival           | Audience Award                               | Publikpriset                                 | Lukas Moodysson                       | Vann      | [ 112 ] |
| 1999 | Karlovy Vary International Film Festival           | FICC - The Don Quixote Prize                 | FICC - Don Quixote-priset                    | Lukas Moodysson                       | Vann      | [ 112 ] |
| 1999 | Karlovy Vary International Film Festival           | Special Jury Prize                           | Speciella jurypriset                         | Lukas Moodysson                       | Vann      | [ 112 ] |
| 1999 | Kyiv International Film Festival "Molodist"        | Best Full-Length Fiction Film                | Bästa fiktiva film                           | Lukas Moodysson                       | Vann      | [ 105 ] |
| 1999 | Kyiv International Film Festival "Molodist"        | FIPRESCI                                     | FIPRESCI                                     | Lukas Moodysson                       | Vann      | [ 105 ] |
| 1999 | Kyiv International Film Festival "Molodist"        | Youth Jury Award - Full-Length Feature Film  | Ungdomsjuryns pris - Långfilm                | Lukas Moodysson                       | Vann      | [ 105 ] |
| 1999 | Nyhetsmorgons pris                                 | Guldsolen                                    | Guldsolen                                    | Lukas Moodysson                       | Vann      | [ 105 ] |
| 1999 | Nöjesguidens Stockholmspris                        | Årets bästa svenska film                     | Årets bästa svenska film                     | Lukas Moodysson                       | Vann      | [ 113 ] |
| 1999 | Svenska Filmkritikerförbundets pris                | Årets film                                   | Årets film                                   | Lukas Moodysson                       | Vann      | [ 105 ] |
| 2000 | Bodilpriset                                        | Best Non-American Film                       | Bästa icke-amerikanska film                  | Lukas Moodysson                       | Nominerad | [ 62 ]  |
| 2000 | GLAAD Media Award                                  | Outstanding Film – Limited Release           | Enastående film – Begränsad lansering        | Lukas Moodysson                       | Nominerad | [ 114 ] |
| 2000 | International Film Festival Rotterdam              | MovieZone Young Jury Award                   | MovieZone Ungdomsjuryns pris                 | Lukas Moodysson                       | Vann      | [ 115 ] |

## Teman

### Tonårslivet i en småstad
Fucking Åmål ger en inblick i hur det är att vara ung i en liten stad, där alla känner alla och hur jobbigt det är att vara utanför. Louise Lagserström på Svenska Filminstitutet beskriver tonåringars vilja att testa saker som sprit, droger och sex: "Det dricks hembränt ur dunkar på festen och vid korvmojjen smusslas det med gömd sprit i rabatterna. Man pratar och skvallrar om sex men de flesta har antagligen inte varit med om det ännu. Inte ens Elin som sägs ha varit med "alla" killar. Att ungdomarna i filmen fortfarande står med en fot kvar i barndomen märks på flera sätt." I en beskrivning av filmen skrev Malena Janson på Svensk Filmdatabas att Fucking Åmål "kom helt rätt i tiden. 90-talet var ett relativt gynnsamt år för film- och tv-kulturen för ungdomar." Hon jämförde Fucking Åmål med filmer såsom 30:e november (1995) av Daniel Fridell, Vinterviken (1996) av Harald Hamrell och Vildängel (1997) av Christer Engberg, vars innehåll "rönt uppmärksamhet och väckt intresse för en tidigare nonchalerad genre". Forskarna Elin Ennerberg och Janna Lundberg på Malmö universitet ansåg att filmerna Fucking Åmål, Farväl Falkenberg (2006) och Äta sova dö (2012) på ett bra sätt illustrerade "den diskurs som uttrycker en negativ syn på att leva hela livet i en småstad." Gällande Fucking Åmål ansåg båda att flera småstadsmänniskor kan känna igen sig i Agnes och Elins fantasier om livet i en storstad. Båda rollfigurerna uttrycker "en gemensam längtan efter ett annat liv, en mer äkta tillvaro där "allt händer". I filmen söker de svar på frågor om vilka de är och var de hör hemma. Framför allt Elin verkar tro sig kunna finna svar på frågor om sin identitet genom att komma bort, fly och lämna det bekanta – tråkiga – långt bakom sig."
Filmvetaren Erik Hedling ansåg att filmen skildrade "småstadsmentalitetens grymhet" och som utspelade sig "på en kuliss bestående av trista landskap och extremt fula stadsbilder från 1960-talet". Kristoffer Ljung, näringslivs- och kommunikationschef i Åmåls kommun, kommenterade att den dystra bild som ofta målats upp av Åmål var onyanserad och att Fucking Åmål inte spelade en oväsentlig roll i sammanhanget. Han ansåg att den var en "superbra film, som egentligen kan handla om vilken småstad som helst, men det har tyvärr blivit det som folk relaterar till när man pratar om oss". I en debatt ska den dåvarande partiledaren för Kristdemokraterna Alf Svensson ha sagt att "allt kan bli som Fucking Åmål". Kommunalrådet Michael Carlsson från Åmåls kommun tolkade att Svensson använde Åmål som ett exempel på "en liten ort med polarisering, som är enkelriktad och där det inte finns något framtidshopp." Carlsson ansåg dock att "det finns ett Fucking Åmål i alla städer, oavsett storlek. Filmen handlar snarare om att bryta ett mönster. Agnes och Elin gör upp med någonting och det gör vi alla. Åmål kan vara precis var som helst."
Rollfigurerna i filmen har även vidskepelser som symboliseras i deras rädsla för A-brunnar. I filmen blir Elin varnad av Jessica om att hon kan få bland annat anorexia och aids ifall hon står på en A-brunn. Enligt Fredrik Skott, docent i nordisk folkloristik, har ett flertal biobesökare påpekat att filmen "på olika sätt bidrog till att såväl sprida som förändra föreställningarna om brunnslockens betydelser."

### Lesbiskhet

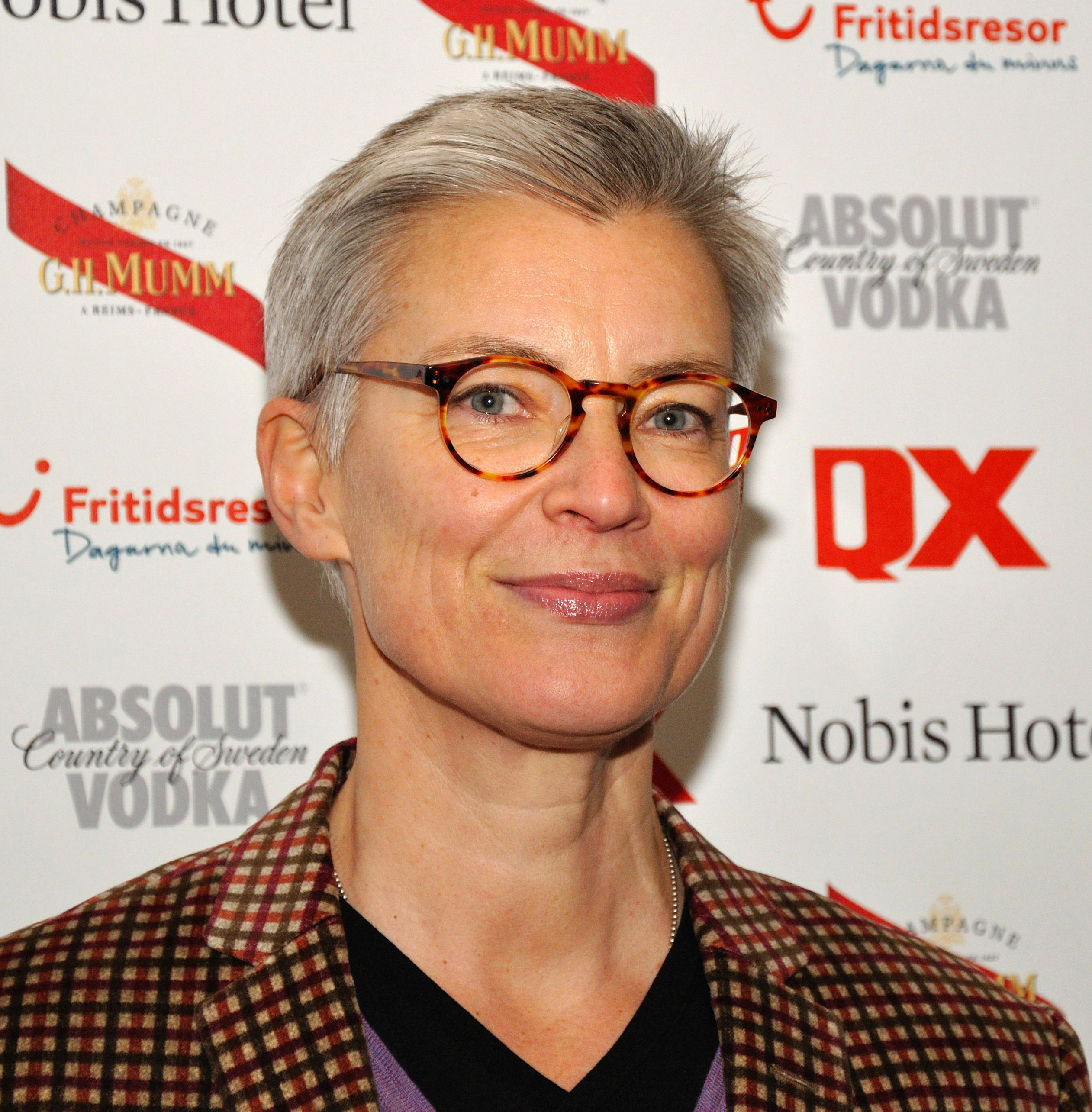
Genusvetaren Tiina Rosenberg (här på Gaygalan 2011) betraktade Fucking Åmål som en historisk film och som en del av ett slags nationell komma-ut-process i Sverige.

Genusvetaren Tiina Rosenberg betraktade Fucking Åmål som en historisk film och som en del av ett slags nationell komma-ut-process i Sverige. Den är Sveriges första coming of age-film som skildrar en komma-ut-berättelse med lesbiska rollfigurer. Den kom vid en tid då homosexualitet var på väg att normaliseras på allvar i det svenska samhället och sägs ha varit en stor orsak till att unga homosexuella i landet vågade stå för sin identitet. Filmens tillkomst sammanföll även med fotografen Elisabeth Ohlson Wallins omdebatterade utställning Ecce homo under Europride i Stockholm i juli 1998, med utgivningen av den uppmärksammade feministiska antologin Fittstim i mars 1999 samt med lanseringen av queerteorin i Sverige i slutet av 1990-talet. Författaren Mian Lodalen betraktade Fucking Åmål som en mycket viktig film "inte bara [...] för oss HBTQ-personer att se oss gestaltade på det här positiva sättet [...] jag tror att det gjorde jättemycket med medvetandet hos den stora allmänheten."
Professorn Susan Driver drog paralleller med Fucking Åmål till filmerna The Incredibly True Adventure of Two Girls in Love (1995) och All Over Me (1997), där hon ansåg att de tre filmerna porträtterar "smarta tjejer som är fast beslutna att hitta kärleken och bli sexuellt aktiva med andra tjejer. Detta erbjuder en annan tolkning av "girl power", som bygger på flickors styrka att trotsa könsnormer och sexuella normer inom skönhet och önskvärdhet och leta efter andra alternativ. Deras makt porträtteras som sårbar och relationell, vilket bryter med de kommodifierade presentationerna av heterosexuella girl power-ikoners hyperglamorösa sexualitet." Anna Westerståhl Stenport ansåg att Fucking Åmål har tematiska och visuella likheter med regissören Ingmar Bergmans filmer Tystnaden (1963) och Persona (1966). Båda Bergmans filmer skildrar "komplicerade och erotiska relationer" mellan två kvinnliga rollfigurer. Samtliga tre filmer innehåller spegelscener och en scen som skildrar kvinnlig onani. Stenport kommenterade vidare:
| ” | Parallellerna och likheterna som finns i Persona, Tystnaden och Fucking Åmål ger en indikation kring en kulturell konstruktion av samkönat lust på film. Denna typ av lust kan uttryckas i en metafilmisk kontext, som kanske inte är avsedd eller till och med erkänd av filmskaparen. Att Fucking Åmål, till skillnad från i Sverige, uppmärksammades utomlands som en lesbisk berättelse om att komma ut (ur garderoben), är dels en förklaring till de internationella reflektionerna av Bergmans filmer om kvinnlig sexualitet, dels om uppfattningen att Moodysson går i samma fotspår som sin välkände svenske föregångare. Medan Moodyssons rollfigurer undslipper det, utsätts Bergmans rollfigurer oftast för grov förnedring när de utmanar traditionella könsnormer (vilket är slående i både Persona och Tystnaden). | „ |

Moodysson har ständigt uttryckt sin ambivalens mot att förknippas med Fucking Åmåls lesbiska innehåll. Han underströk att "det var aldrig tänkt att det skulle bli en kärlekshistoria på det sätt som det gjorde. Och jag kan inte minnas hur det blev så här. [När jag] skrev manuset handlade det om att få dialogen rätt och att få situationer att skildras på ett autentiskt sätt. Berättelsen verkade ha utvecklats som en del av en kreativ process som inte var en del av någon stor originell plan." I intervjuer med Moodysson och huvudrollsinnehavarna Dahlström och Liljeberg har de eftertryckligen tonat ner kring drivkraften i filmens handling och dess tema kring samkönad kärlek. Däremot har Moodysson betonat att filmskapande "kan göra skillnad på både det individuella och sociopolitiska planet". Några av hans ambitioner med filmen var att nå ut till filmens tittare och skapa förändring, liksom att övervinna fördomar och homosexuell diskriminering. I en intervju med Sydsvenska Dagbladet ville Moodysson att hans filmer skulle påverka och förändra de som tittar på dem, samtidigt som han gör klar för sig att hans öppna attityd till homosexualitet inte delas av alla:
| ” | Det är kanske naivt men jag tycker att man ska ha den ambitionen när man gör film. Kan jag exempelvis få 10 procent hos en kristdemokrat med fördomar mot homosexuella blir jag glad [...] Jag ville göra en film om kärlek och om att uppleva sig som annorlunda. Jag prövade olika konstellationer och så kom det att handla om två flickor som blir kära i varandra. Jag såg den som en helt ofarlig film som ingen kan bli upprörd av. Men nu när man hör hur vissa kds-medlemmar, som dessutom blivit invalda i Riksdagen uttalar sig om homosexuella, så har jag kanske gjort en god gärning. Man skulle önska att det gick att vara annorlunda i ett litet samhälle, men det är fortfarande svårt. | „ |

### Heteronormativitet
Ett flertal svenska filmkritiker tolkade filmen som främst en skildring av tonåringars liv i en småstad och de sociala påtryckningar som det innebar att bo där. Några kritiker påpekade dock att Fucking Åmål var en av få svenska ungdomsfilmer som ersatt den klassiska heterosexuella romansen med en lesbisk kärlekshistoria. I en artikel på Svenska Dagbladet med rubriken "Vart tog deras lesbiska kärlek vägen?", publicerad sex veckor efter filmens biopremiär, skrev journalisten Karin Thunberg att hon var förbryllad över tystnaden hos de svenska filmkritikerna kring det som hon uppfattade vara filmens grundtema. Faktum var att det svenska mottagandet av filmen till stora delar fokuserade på filmens skildring av tonåringar, medan det lesbiska temat i filmen helt eller delvis åsidosattes.
Tiina Rosenberg ansåg att tystnaden kring filmens lesbiska tema var "ett av de mest frappanta exempel på heteronormativitet under de senaste åren", samt att den "blottlägger heteronormativitetens första, och mest effektiva princip, nämligen att inte låtsas om homosexualitet, helt oavsett hur öppet den än framträder." Hon utvecklade att kritikernas tystnad var en "form av icke-seende, den kulturella blick som automatiskt sorterar bort sexualitet" och en "oförmåga och ovilja att ta upp en diskussion om homosexualitet i allmänhet och lesbiskhet i synnerhet". Hon avslutade sedan att mottagandet av filmen var "ett skolexempel på heteronormativitet som innefattar de institutioner, strukturer, relationer och handlingar som ser till att heterosexualiteten framstår som en enhetlig, naturlig, privilegierad och önskvärd."
I en artikel i den feministiska tidskriften Bang uppmärksammade kulturjournalisten Birgitta Tollan att den frånvaro i diskussionen kring filmens lesbiska tema påvisade hur utesluten och icke-benämnd den lesbiska identiteten var:
| ” | Men i Fucking Åmål finns inga subtila sapfiska signaler, synliga för en okänslig heterosexuell kritikersjäl. Nej, här är kvinnokärleken helt öppen och synlig. Jag tror inte att filmen skulle förlorat besökare om kritikerna avslöjat att dess huvudtema och röda tråd är en passionerad lesbisk kärlekshistoria. [...] Beror skribenternas censur på att de inte uppfattat den starka lesbiska dimensionen i Fucking Åmål måste de ha sovit sig igenom föreställningen. Nej, förmodligen ligger det en trist – historisk belastad – sanning bakom. Och, hemska tanke, tänk om filmkritikerna idag är diskursens svans och mer lesbofoba än stora publiken! | „ |

Journalisten Åsa Petersen höll med om att hon bidragit till att osynliggöra rollfigurerna Agnes och Elins lesbiska kärleksrelation i sin krönika om filmen i Dala-Demokraten.
Författaren Sven Hansell konstaterade att Moodyssons filmer oftast skildrar exploaterade människor, genusordningar, hegemonisk maskulinitet och maktanspråk, liksom kritiserar omedveten heteronormativitet: "I Fucking Åmål ser alla personer det härskande systemet som naturligt och normalt. Men genom en häftig kritik av normalitetsbegreppet visar Moodysson hur den rådande genusordningen döljer sina egna utgångspunkter. Han gestaltar hur grupper av män tar sig rätten att kategorisera; anti-reflexiva praktiker som utesluter andra perspektiv [...] I Fucking Åmål är genusordningen omedveten och självklar. Killar kan teknik, tjejer kan smink, killar går fordonsprogrammet och tjejer ägnar sig åt vård, och man talar illa om en flicka som inte "håller på sig"." Filmkritikern Gunnar Rehlin ansåg dock inte att Fucking Åmål var en queerfilm: "Den unge regissören tränger sig in i tonårsflickornas sinnen med en överraskande känslighet och berättar en gripande historia om den första kärleken. Filmen är inte en "gayfilm" i sig, och den lesbiska synvinkeln är inte överbetonad. Precis som Åmål är lesbiskhet en metafor, i det här fallet för att göra något ovanligt – och i slutändan något befriande – i en konservativ miljö."

## Eftermäle

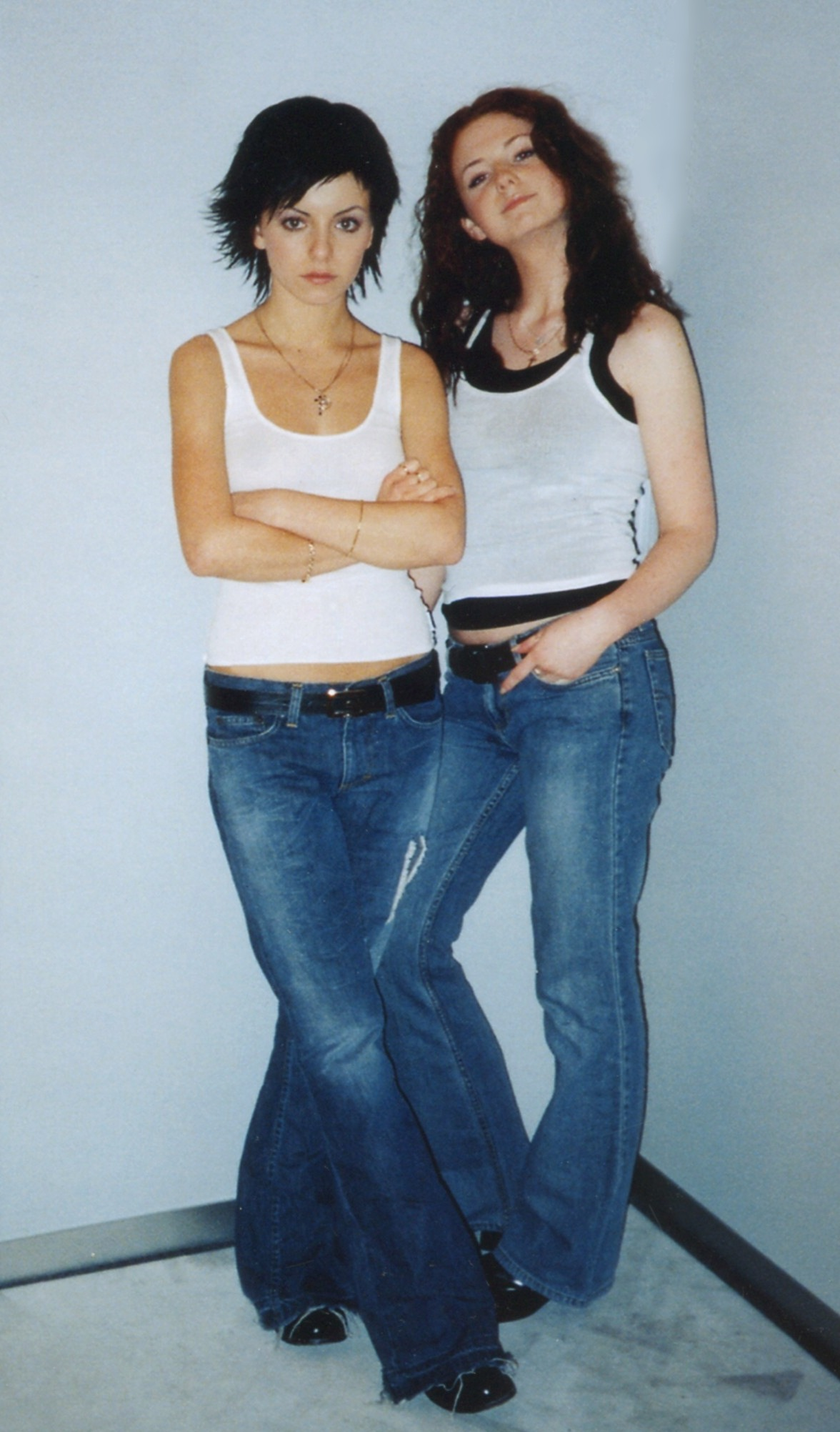
Fucking Åmål inspirerade musikproducenten Ivan Sjapovalov till att bilda den ryska popduon Tatu år 1999, bestående av Julija Volkova (till vänster) och Jelena Katina (till höger).

Fucking Åmål har blivit klassad som en kultfilm och en milstolpe i svensk filmhistoria. Ingmar Bergman kallade filmen för "en ung mästares första mästerverk" och flera internationella filmkritiker hyllade Moodysson som Bergmans "efterträdare". Regissören Peter Grönlund menade att Fucking Åmål "kom i en posttraumatisk depression efter arvet av Bergman och befriade svensk film. Den visade på att det gick att göra storslagen film med enkla medel och bra idéer. Precis som Bergman själv gjorde för det allra mesta. Fast här och nu. Även om det var 1998." Filmvetaren Leif Furhammar ansåg att Fucking Åmål gav "hopp och entusiasm" till den "deprimerade" svenska filmindustrin. Regissören Stefan Jarl kallade senare Moodysson för "ett geni" och journalisten Jannike Åhlund rapporterade att det uppstod en allmän uppfattning om Moodysson efter filmens premiär som den "svenska filmens räddare". Artisterna Cissi Ramsby och Robyn kallade Fucking Åmål för "livsavgörande" och "världens bästa film".
Filmen var mycket populär i Norge; under några år efter filmens norska premiär hade ett flertal norrmän köat för att köpa lägenheter i Åmål. Enligt den norska dagstidningen Verdens Gang hade hundratals fansajter till filmen skapats på internet. I november 1999 rapporterade norska medier om två norska tonårstjejer som inspirerats av filmen till att rymma från sina hem i Dønna i Nordland fylke för att ta sig till Stockholm, där de senare upphittades av svensk polis.
Filmen framröstades av en jury bestående av 72 filmkritiker och filmakademiker till femte plats i filmtidskriften FLM:s topplista från 2022 över de bästa svenska filmerna genom tiderna. Filmen stod tidigare på delad tjugonde plats i FLM:s topplista från 2012. År 2015 framröstades Fucking Åmål som den bästa svenska filmen genom tiderna av Dagens ETC:s läsare. År 2007 framröstades Fucking Åmål som den bästa svenska ungdomsfilmen av Aftonbladets läsare. Den amerikanska HBTQ-tidningen Autostraddle placerade Fucking Åmål på femtonde plats i deras topp 50-lista över de bästa lesbiska filmerna genom tiderna, samt på första plats i deras topp 10-lista över "sällsynta lesbiska filmer att köpa för queer-cinefilen som har sett allt". British Film Institute placerade år 2016 filmen på delad fjortonde plats i en topp 30-lista över de bästa HBTQ-filmerna genom tiderna.
Både Moodysson och Dahlström har fått brev av fans från hela världen, där flera skrev att filmen haft en stor inverkan på deras liv. Liljeberg sade att hon under åren efter filmens premiär hade träffat ett flertal ungdomar som sett och blivit påverkade av den samt "att de har den som stöd." Journalisterna Zandra Lundberg och Patrik Lundberg samt regissörerna Ronnie Sandahl, Levan Akin och Anders Hazelius ansåg att de kunde känna igen sig själva i filmens rollfigurer. Enligt den ryska sångaren Jelena Katina blev musikproducenten Ivan Sjapovalov inspirerad av Fucking Åmål till att bilda popduon Tatu år 1999, bestående av Katina och Julija Volkova. Enligt Volkova var filmen även inspiration till låten "Show Me Love", som finns med på deras album 200 km/h in the Wrong Lane från 2003. Deras låt "Not Gonna Get Us" (på ryska: Nas ne dogonjat) finns med i Moodyssons film Lilja 4-ever (2002). Enligt manusförfattarna Michael Mohan och Ben York Jones var Fucking Åmål deras största inspirationskälla när de skapade den amerikanska dramakomediserien Everything Sucks! (2018). Regissören Amanda Kernell såg Fucking Åmål som sin främsta inspiration till att arbeta inom film.
Utvecklingschefen Jan-Erik Lundin och turistchefen Håkan Jarnryd på Åmåls kommun har båda sagt att filmens framgång har betytt mycket för Åmål och har hjälpt till att sätta staden på kartan. Kommunalrådet Michael Carlsson sade att kommunen var "stolta över att vi har ett fenomen uppkallat efter oss." År 2005 hamnade Åmål på andra plats i tävlingen "The International Awards for Liveable Communities", där städer från hela världen tävlade om att vara bäst på att skapa samhällen med goda levnadsförhållanden. Mellan 2006 och 2007 arrangerade kommunen tillsammans med stadens ungdomar musikfestivalen "Fucking Åmål Festival". Under Fucking Åmål-veckan i oktober 2018 firades filmens 20-årsjubileum genom en konsert, en visning av filmen och ett panelsamtal med skådespelaren Ralph Carlsson och den före detta kommunalrådet Bengt-Åke Karlsson.
Ordet "fucking" i filmens titel blev trendsättande för namngivningen av vissa svenska publikationer, som exempelvis Fucking Sverige: En modern Dalaresa (2001) av Göran Greider, Fucking film: Den nya svenska filmen (2002) av Stig Björkman och Fucking Sofo (2010) av Lena Ackebo.

### Skådespelarna efter filmen
De unga skådespelarna i Fucking Åmål rönte stor uppmärksamhet både i media och av fans. Det var en omtumlande upplevelse för många av dem och resulterade i att endast vissa valde att fortsätta som skådespelare. För Alexandra Dahlström blev filmen hennes stora genombrott som skådespelare och hon fick flera beundrarbrev av filmens tittare för sin rollprestation. Efter filmen har hon skådespelat i ett flertal filmer och tv-serier, var rysk tolk under produktionen av Lilja 4-ever och debuterade som långfilmsregissör med filmen All We Have Is Now (2014). När Dahlström blickade tillbaka på sin upplevelse med Fucking Åmål, kommenterade hon: "Jag vill inte att en film ska definiera mitt liv, det finns en massa andra saker som är mer aktuella och viktiga. Jag kommer alltid ha rollen som kamratstödjare och det är ju väldigt rörande. Och jag kommer alltid ha en genväg till ungdomar. På det sättet är det väldigt roligt att ha gjort filmen och att det kan vara okej att förknippas med den." Filmen blev även Ralph Carlssons genombrott som skådespelare och han medverkade senare i ett flertal filmer och tv-serier. Han jämförde filmen med Roy Anderssons film En kärlekshistoria (1970) och kommenterade att "om filmer är gedigna och har ett tidlöst ämne kan de hålla hur länge som helst."
Både Rebecka Liljeberg och Erica Carlson syntes efteråt i flera filmer och serier i början av 2000-talet, innan båda beslutade sig för att sluta som skådespelare och i stället bli läkare respektive undersköterska. Efter filmen spelade Mathias Rust en mindre roll i dramafilmen Hannah med H (2003), varefter han arbetade i flera år som flygvärd samt med transport och logistik. Efter filmens premiär var det ganska tyst kring Stefan Hörberg. I december 2010 kom beskedet att han påträffats död, 29 år gammal. Lisa Skagerstam blev efter filmen förskollärare och träffade sin sambo via filmen, medan Josefine Nyberg fortsatte som teaterskådespelare och blev sedan medicinsk sekreterare på ett sjukhus. Axel Widegren fortsatte som barnskådespelare och arbetade även bakom kameran i olika produktioner innan han slutligen blev speldesigner i Josef Fares spelstudio Hazelight Studios. Via omvägar fick Widegren veta att duon First Aid Kit var beundrare av filmen och i synnerhet hans rollfigur.

### Manusbok
Fucking Åmål har utgivits som bok, baserad på filmens manuskript. Boken släpptes den 11 december 1998 av Bokförlaget DN i samarbete med Memfis Film. Förutom filmens manuskript innehåller boken bonusscener till filmen, inspelningsbilder, brev till Moodysson och en kort redogörelse om vad filmteamet gjorde utöver att spela in filmen i Trollhättan. Vid bokens lansering deltog Liljeberg och Dahlström i boksigneringen på Pocketshop i Gallerian i Stockholm. Boken rapporterades vara en storsäljare. Under början av Covid-19-pandemin i Sverige i mars 2020 tillbringade Dahlström flera kvällar med att högläsa boken inför sina följare på sociala medier.

### Teaterversioner

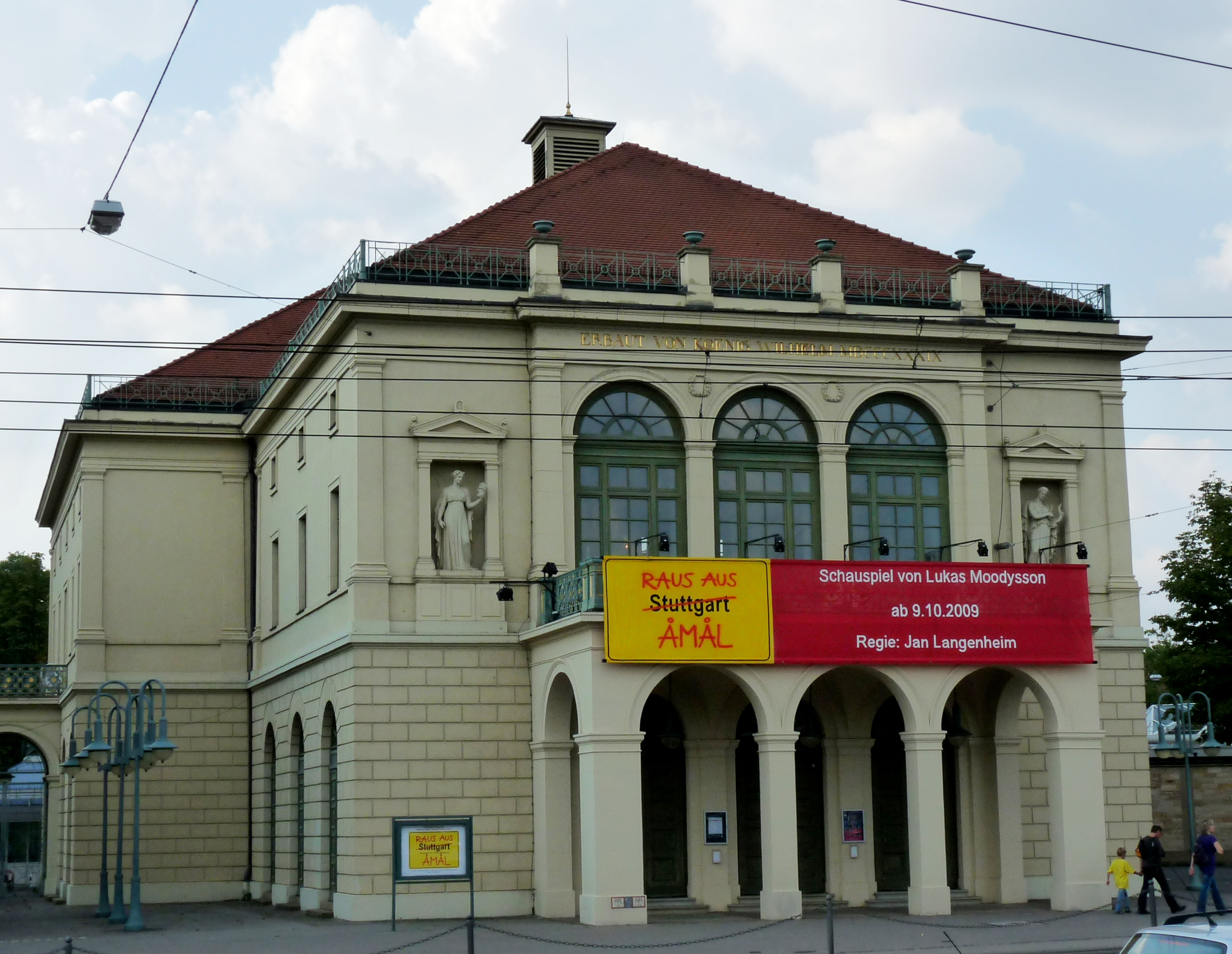
Filmen har satts upp som teaterpjäs på flera scener i Tyskland. Denna pjäs under titeln Raus aus Åmål hade premiär på Wilhelma-Theater i Stuttgart den 9 oktober 2009.

Fucking Åmål har satts upp som teaterpjäs på flera scener. I Tyskland har tyskspråkiga pjäser satts upp under titeln Raus aus Åmål på bland annat Grips-Theater i Berlin år 2005, på Theater der Keller i Köln år 2007, samt på Wilhelma-Theater i Stuttgart år 2009. Den första svenska pjäsen hade premiär den 5 maj 2007 av scenskolan Alby Fejm under titeln Fucking Alby. I oktober 2020 uppsattes en svensk pjäs specialbeställd av Teater Västernorrland, i regi av Lovisa Onnermark, skriven av Robin N Spegel och med Martina Hemmingsson och Livia Göttfert i huvudrollerna. Pjäsen hade premiär den 2 oktober 2020. På QX Gaygalan 2021 vann pjäsen utmärkelsen Årets scen. En tysk ungdomsopera baserad på filmen, under titeln Fucking Åmål – Unser kleines scheißkaff, hade premiär den 21 januari 2022 på statsoperan i Hamburg.